# Osaka Metro御堂筋線
御堂筋線（みどうすじせん）は、大阪府吹田市の江坂駅から大阪市内の新大阪駅、梅田駅、難波駅、天王寺駅を経て大阪府堺市北区の中百舌鳥（）駅までを結ぶ大阪市高速電気軌道 (Osaka Metro) の路線。正式名称は大阪市高速電気軌道第1号線、『鉄道要覧』では1号線（御堂筋線）と記載されている。駅番号を表す際に用いられる路線記号は「M」。
路線愛称の由来は、大阪市のメインストリート御堂筋の地下を走ることから。ラインカラーは都市の大動脈をイメージした臙脂色（赤、クリムゾンレッド ）である。
大阪市内の主要駅である新大阪駅 - 梅田駅 - 難波駅 - 天王寺駅を直線的に結んでいる、大阪の市内交通における大動脈かつ最重要路線である。梅田駅 - 淀屋橋駅間は日本の地下鉄では最も利用者が多く（国土交通省駅間断面交通量調査から）、梅田駅は地下鉄1路線の駅としては日本で最も利用者数が多い駅である。Osaka Metroにおける最大のドル箱路線であり、日本の地下鉄で最も売上と黒字額の大きい路線となっている。地下鉄利用者数も2000年以前は日本一であったが、2019年度の1日平均輸送人員は118万5千人で、東京地下鉄（東京メトロ）の東西線、丸ノ内線、千代田線、日比谷線に次ぐ第5位、2020年度の1日平均輸送人員は84万9千人で、東京メトロ東西線、丸ノ内線、千代田線に次ぐ第4位である。
江坂駅から北大阪急行電鉄南北線（北大阪急行線）と相互直通運転を行っており、当路線の延長路線として機能している。新大阪駅以北及び天王寺駅以南は主に住宅街が広がっており、郊外と大阪市中心部を結ぶ役割を併せ持つ。

## 概要
御堂筋線は、大阪では初、日本では現在の東京メトロ銀座線にあたる東京地下鉄道に次いで2番目、公営では日本初の地下鉄であった。堺筋に代わる目抜通りとして御堂筋を拡張・整備する計画とともに都市計画学者の關一第7代大阪市長により計画され、1933年に大阪市営地下鉄として梅田駅（仮） - 心斎橋駅間が開業した。第二次世界大戦前から日本に存在した本格的な地下鉄は御堂筋線と当時民間（東京地下鉄道・東京高速鉄道）により建設・運営された現在の東京メトロ銀座線だけであった。2018年に大阪市営地下鉄は民営化され、大阪市高速電気軌道（Osaka Metro）に引き継がれた。
御堂筋線開業以前、梅田から難波まで中心市街地が碁盤目状に形成されている大阪では、比較的早期にターミナルを構えた「私鉄王国」といわれた関西大手私鉄と、市街地のターミナル駅を直線的に結ぶ路線のある大阪市電の路線網が支持されていた。このような背景を持つ大阪市街において、南北のターミナルである梅田駅・難波駅・天王寺駅に加え、大阪市庁が所在するビジネス街の淀屋橋や、一大繁華街である心斎橋などを直線的に結んだ御堂筋線は、開業以来大阪都心部の大動脈として不動の地位を築いた大阪市電に代わり、大阪の地下を高速で結ぶ新たな大動脈として作られた。開業当時から先進性の高い路線で、天井が高いかまぼこ型の宮殿型天井や10両編成でも十分に停められる長いホーム、エレベーターなどが装備されていた。しかし、当時の大阪市電と比較すると料金が高かったことや、地下に一度降りなければ利用できないことなどから、市電と比較すると身近ではなかったようである。戦中、地下に避難できれば焼夷弾を免れるなどの理由から徐々に存在感が増していき、市民に身近な存在として受け入れられていった。戦後、モータリゼーションの激化により大阪市電が順次廃止され、1964年9月に東海道・山陽新幹線との乗り換え駅である新大阪駅が加わると、御堂筋線の重要度はさらに増した。市営モンロー主義の緩和もあり、御堂筋線と接続していなかった私鉄線もまず京阪本線が天満橋駅から1963年4月に淀屋橋駅まで、次いで近鉄奈良線（難波線）が1970年3月に上本町駅から近鉄難波駅まで延伸され、御堂筋線と接続した。
他の地下路線との交差部分は、淀屋橋駅の京阪本線以外は、より早期に開業した御堂筋線が上を通っている。
御堂筋線は関西大手私鉄5社全社の路線と接続しており、西中島南方駅で阪急、梅田駅で阪急・阪神、淀屋橋駅で京阪、難波駅で南海・近鉄・阪神、動物園前駅で南海、天王寺駅で近鉄、中百舌鳥駅で南海と接続している。大手私鉄以外では、動物園前駅と天王寺駅で阪堺電気軌道とも接続している。また、Osaka Metroの路線では、他の8路線のうち谷町線、四つ橋線、中央線、千日前線、堺筋線、長堀鶴見緑地線の6路線との乗り換えが可能である。
路線の延長に伴い、谷町線と同様に、起点と終点の両方が大阪市外となっている。
1995年に東京以外の地下鉄で初めて10両編成の運行が開始された。

## 路線データ
- 路線距離（実キロ）：24.5 km（営業キロ（運賃計算キロ）も同じ）
- 軌間：1435 mm
- 駅数：20駅（起終点駅含む）
- 複線区間：全線
- 電化区間：全線電化（直流 750 V・第三軌条方式）
- 閉塞方式：自動閉塞式
- 地上区間：江坂駅 - 西中島南方駅（ - 淀川南側）間
- 保安装置：WS-ATC
- 最高速度：70 km/h[1]
- 編成両数：10両（1995年 - ）
  - 2023年5月現在、日本における第三軌条方式の電車では最も編成が長く、7両編成以上の車両を運行する路線は当路線および直通先の北大阪急行電鉄南北線のみである。また、関西の鉄道路線で10両固定編成が運用されている路線も当路線および北大阪急行電鉄南北線のみである[注 3]。
- ホーム最大編成対応両数：10両
- ホームドア設置駅：全駅[5]
- 車内案内装置設置率：100%
- 混雑率
  - 江坂・千里中央方面行き：113%（2023年度：難波駅→心斎橋駅間）[6]
  - 中百舌鳥方面行き：132%（2023年度：梅田駅→淀屋橋駅間）[6]

## 沿線概況
地上を走る御堂筋の建設目的と同様に、梅田と難波を船場・島之内経由で結ぶほか、天王寺・新大阪の鉄道結節点も経由して、大阪市のほぼ中央を南北に縦貫している。
江坂駅から中津駅の手前までの地上区間は、直通運転先の北大阪急行線から続いて新御堂筋（国道423号）の中央部を走行する。両側にビルが建ち並ぶ江坂駅を出ると、神崎川を渡り吹田市から大阪市に入り東三国駅、新大阪駅と続く。新大阪駅では東海道・山陽新幹線の真下にホームがあり、日中の半数の列車が天王寺方面から折り返す。

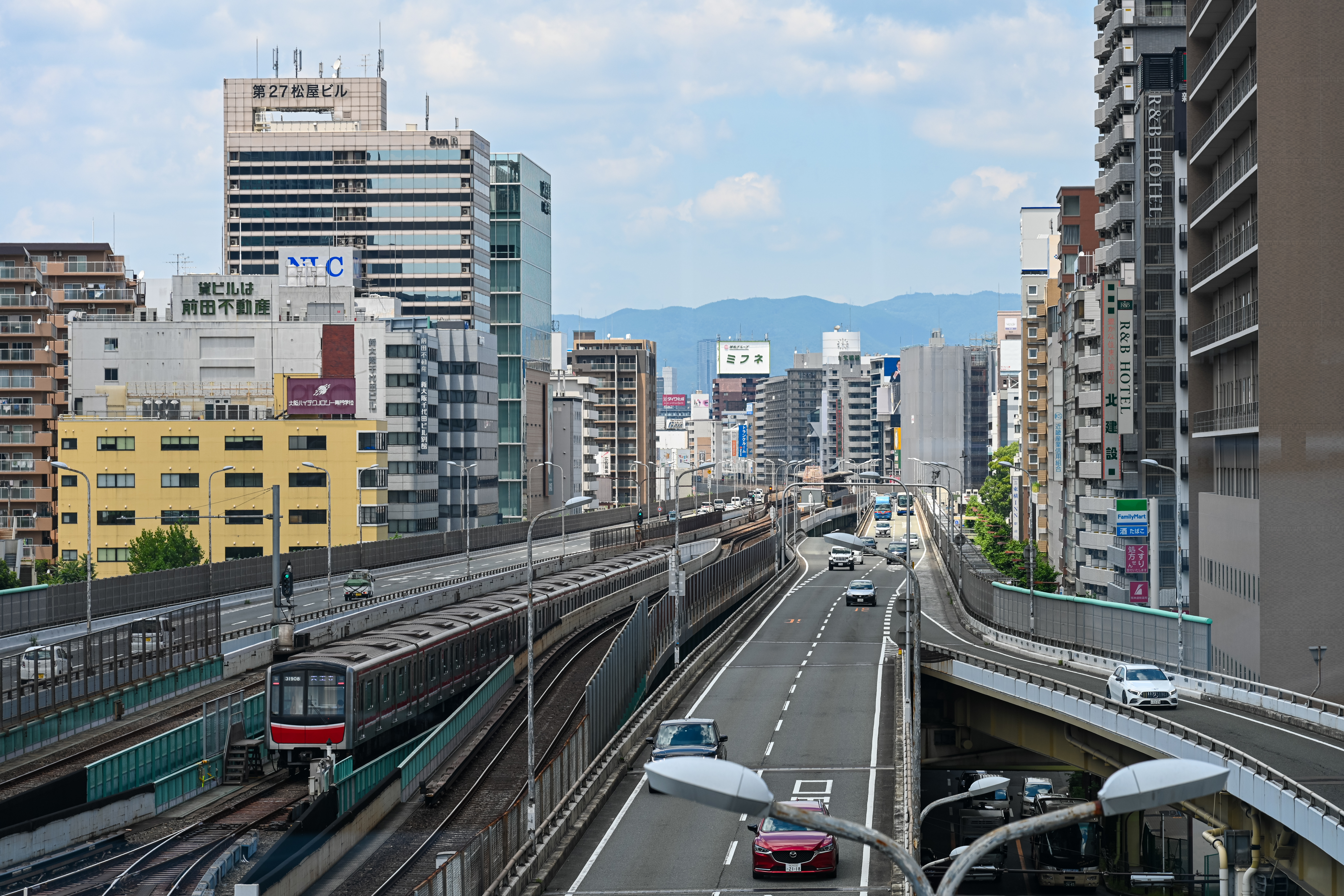
新御堂筋の中央部を走る列車（新大阪-東三国間）

阪急京都本線との接続駅である西中島南方駅のすぐ先で淀川を渡り、右にカーブして新御堂筋と別れ、地下に向かって降り始める。トンネルの入口のすぐ先でJR西日本梅田貨物線と交差して、中津駅に到着する。この駅から天王寺駅までの始発列車も多数発着している。
この先は終点の中百舌鳥駅まで地下区間で、梅田駅までは国道176号（イナロク）、梅田駅 - 難波駅間は御堂筋（国道176号、国道25号）、難波駅 - 大国町駅間は国道25号（国道26号・国道165号重複）、大国町駅 - 天王寺駅間は市道尼崎平野線（国道43号の延長線上にある市道）、天王寺駅 - 我孫子駅間は府道28号あびこ筋、我孫子駅以南の堺市内区間は府道28号ときはま線の地下を走っている。
大阪随一のターミナルである梅田駅を発車するとすぐに急カーブの連続となり、中之島や大阪市役所の最寄り駅である淀屋橋駅、船場の中心で船場センタービルのある本町駅、島之内の心斎橋筋商店街の最寄り駅である心斎橋駅、南海・近鉄（奈良線）・阪神なんば線のターミナル駅である難波駅に到着する。難波駅を過ぎると御堂筋から離れ、四つ橋線との接続駅である大国町駅に着く。その後東に向きを変えて新今宮駅や新世界、大阪市天王寺動物園最寄り駅の動物園前駅、御堂筋線で屈指の規模の駅である天王寺駅に到着する。この駅では半数近くの列車が折り返す。
天王寺駅を出ると、再び南に向きを変え、昭和町駅、西田辺駅、Jリーグの試合やFIFA（国際サッカー連盟）主催・主管サッカー国際試合が開催される長居陸上競技場（ヤンマースタジアム長居）や長居球技場（ヨドコウ桜スタジアム）のある長居公園の最寄り駅である長居駅、我孫子駅と続く。
我孫子駅までが大阪市内のため、長らく我孫子駅が終着駅であったが、その後1987年にそのまま地下線で大和川を潜り堺市へと延伸された。イオンモール堺北花田の最寄り駅北花田駅、新金岡駅と過ぎて、南海高野線・泉北高速鉄道線と接続する終着駅・中百舌鳥駅に着く。それまでは摂津国で完結していたのが河内国（新金岡駅）と和泉国（北花田駅・中百舌鳥駅）にも路線が延び、日本の地下鉄路線で唯一、3つの令制国にまたがることとなった。

## 運行形態
相互直通運転を行っている北大阪急行線と一体的なダイヤが組まれている。全線を直通する箕面萱野駅 - 中百舌鳥駅間の運転（通称：大運転）と途中駅で折り返す新大阪駅・中津駅 - 天王寺駅間の運転（通称：小運転）の2つの運転系統があり、この2系統を原則として交互に運転している。大運転、小運転はそれぞれ朝は4分30秒間隔、日中は8分間隔、夕方は5分間隔、夜は10分間隔で運転される。大運転と小運転が重複する新大阪駅・中津駅 - 天王寺駅間はその半分の運転間隔となり、朝のピーク時は2分15秒間隔、日中は4分間隔、夕方は2分30秒間隔での運行となる。
小運転の運転区間は平日日中と土休日のほぼ終日は新大阪駅発着のみで、中津駅発着は平日は朝夕ラッシュ時・深夜に新大阪駅発着と交互に、土休日は深夜の数本のみ設定されている。朝・夕・夜には新大阪駅・中津駅 - 新金岡駅・中百舌鳥駅間の運転や、平日朝には中津駅 - 我孫子駅間の運転がある。中百舌鳥検車場への入出庫は原則中百舌鳥駅から回送されるが、ラッシュ時など中百舌鳥駅での折り返し時間が確保できない時間帯は新金岡駅発着が設定されている。そのほか、早朝始発として我孫子発江坂行き、千里中央発中百舌鳥行き、始発と平日夜間に天王寺発箕面萱野行きが各1本、新金岡発箕面萱野行きが各1本、箕面萱野発天王寺行きが朝に1本と平日夜間に2本設定されている。また、起点である江坂駅で折り返す列車が早朝に3本（そのうち初発の江坂発中百舌鳥行きは大国町駅から回送）と深夜に1本（天王寺行き）設定されているほか、休日ダイヤ時のみ、桃山台駅から回送されてきた北大阪急行電鉄の車両による江坂始発中百舌鳥ゆきの列車が朝に2本、夕方に1本設定されている。深夜に中百舌鳥発天王寺行きが1本設定されている。なお、新大阪駅 - 天王寺駅間の往復運転系統は局内では通称「中運転」として取り扱っている。
1970年に開催された日本万国博覧会の会場アクセスのため、同年に江坂駅から北大阪急行電鉄東西線（会場線）の万国博中央口駅まで相互直通運転を開始した。万博終了後は東西線が廃止されたため、直通運転区間は千里中央駅までとなったが、2024年（令和6年）3月23日に南北線が箕面萱野駅まで延伸開業したのに伴い、相互直通運転区間も同駅まで延長されている。なお、運転士と車掌については江坂駅で北大阪急行電鉄の社員との交代が行われている。
運転間隔は概ね以下の通り。
| 時間帯 | 時間帯     | M06 箕面萱野 | ⇔           | M13 新大阪  | M13 新大阪        | ⇔                 | M15 中津          | M15 中津  | ⇔         | M23 天王寺 | M23 天王寺        | ⇔                 | M29 新金岡        | M29 新金岡 | ⇔          | M30 中百舌鳥 |
| ------ | ---------- | ------------ | ----------- | ----------- | ----------------- | ----------------- | ----------------- | --------- | --------- | ---------- | ----------------- | ----------------- | ----------------- | ---------- | ---------- | ------------ |
| 平日   | 早朝       | 10分 - 20分  | 10分 - 20分 | 10分 - 20分 | 10分              | 10分              | 10分              | 10分      | 10分      | 10分       | 10分              | 10分              | 10分              | 10分       | 10分       | 10分         |
| 平日   | 朝ラッシュ | 4分30秒      | 4分30秒     | 4分30秒     | 2分15秒 - 4分30秒 | 2分15秒 - 4分30秒 | 2分15秒 - 4分30秒 | 2分15秒   | 2分15秒   | 2分15秒    | 2分15秒 - 4分30秒 | 2分15秒 - 4分30秒 | 2分15秒 - 4分30秒 | 4分30秒    | 4分30秒    | 4分30秒      |
| 平日   | 日中       | 8分          | 8分         | 8分         | 4分               | 4分               | 4分               | 4分       | 4分       | 4分        | 8分               | 8分               | 8分               | 8分        | 8分        | 8分          |
| 平日   | 夕ラッシュ | 5分          | 5分         | 5分         | 2分30秒 - 5分     | 2分30秒 - 5分     | 2分30秒 - 5分     | 2分30秒   | 2分30秒   | 2分30秒    | 5分               | 5分               | 5分               | 5分        | 5分        | 5分          |
| 平日   | 夜間       | 6分 - 8分    | 6分 - 8分   | 6分 - 8分   | 3分 - 4分         | 3分 - 4分         | 3分 - 4分         | 3分 - 4分 | 3分 - 4分 | 3分 - 4分  | 6分 - 8分         | 6分 - 8分         | 6分 - 8分         | 6分 - 8分  | 6分 - 8分  | 6分 - 8分    |
| 平日   | 深夜       | 10分         | 10分        | 10分        | 5分               | 5分               | 5分               | 5分       | 5分       | 5分        | 5分 - 10分        | 5分 - 10分        | 5分 - 10分        | 5分 - 10分 | 5分 - 10分 | 5分 - 10分   |
| 土休日 | 早朝       | 10分 - 20分  | 10分 - 20分 | 10分 - 20分 | 10分              | 10分              | 10分              | 10分      | 10分      | 10分       | 10分              | 10分              | 10分              | 10分       | 10分       | 10分         |
| 土休日 | 朝ラッシュ | 6分          | 6分         | 6分         | 3分               | 3分               | 3分               | 3分       | 3分       | 3分        | 6分               | 6分               | 6分               | 6分        | 6分        | 6分          |
| 土休日 | 日中       | 8分          | 8分         | 8分         | 4分               | 4分               | 4分               | 4分       | 4分       | 4分        | 8分               | 8分               | 8分               | 8分        | 8分        | 8分          |
| 土休日 | 夕ラッシュ | 6分          | 6分         | 6分         | 3分               | 3分               | 3分               | 3分       | 3分       | 3分        | 6分               | 6分               | 6分               | 6分        | 6分        | 6分          |
| 土休日 | 夜間       | 7分 - 10分   | 7分 - 10分  | 7分 - 10分  | 4分 - 5分         | 4分 - 5分         | 4分 - 5分         | 4分 - 5分 | 4分 - 5分 | 4分 - 5分  | 7分 - 10分        | 7分 - 10分        | 7分 - 10分        | 7分 - 10分 | 7分 - 10分 | 7分 - 10分   |
| 土休日 | 深夜       | 10分         | 10分        | 10分        | 5分               | 5分               | 5分               | 5分       | 5分       | 5分        | 5分 - 10分        | 5分 - 10分        | 5分 - 10分        | 5分 - 10分 | 5分 - 10分 | 5分 - 10分   |

### 臨時列車
毎年8月に開催されるなにわ淀川花火大会では梅田駅・西中島南方駅が会場最寄駅となるため、夜に中津駅 - 我孫子駅間に臨時列車が運転される。
長居駅を最寄駅とする長居陸上競技場（ヤンマースタジアム長居）でのイベント開催時には天王寺駅発着の中・小運転が我孫子駅・新金岡駅発着に延長されることがある。

### 終電延長実証実験
2020年1月24日には、国土交通省と連携して終電を通常より2時間遅くする社会実験を実施した。沿線エリアの夜間の消費動向や人口流動、交通需要に与える影響について調査し、あわせて深夜運行実施に際しての交通事業者側の課題や対応策についても確認するのが目的である。当初は同年2月21日にも社会実験を実施する予定であったが、新型コロナウイルスの流行と2月以降の深夜帯の利用客数が減少しているとして中止となった。

### 戸閉合図の表示
御堂筋線は他のOsaka Metroの路線と同様に発車メロディ・接近メロディが使用されているが、先述したとおり、この路線は終日にわたって激しく混雑し、場合によっては駅係員の手合図が車掌から確認できなくなるおそれのある区間があるため、1995年より新大阪駅 - 天王寺駅間で戸閉合図表示機が設置されている。戸閉の合図はホーム上の駅係員が操作することで、表示器に橙色で「ト」と表示される。安全確認が完了し発車して良いときは、表示器に緑色で「○」と表示される。同時に一部の駅（新大阪駅から天王寺駅）の日中から終電までは、「電車が発車します。ご注意願います。」という自動放送が流れる。かつては戸閉時に「扉が閉まります」という自動放送も流れていた。

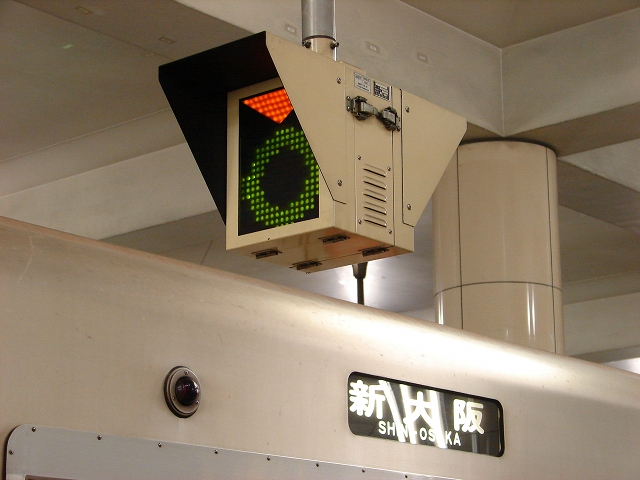
戸閉合図表示機

## 女性専用車両
2002年11月11日から編成中程の6号車が女性専用車両となっている（北急の車両もこれに合わせている）。導入当初は平日ダイヤの始発から9時までの設定であったが、2004年9月6日から平日ダイヤの終日に設定されている。女性専用車両には小学生以下の小児・幼児とその保護者、障害者とその介助者も乗車できる。また、土休日ダイヤの日は未設定である。
なお、21系の一部編成については6号車に車体広告が掲示されており、遠くからでもこの車両が女性専用車両であることが判別できる。また、30000系は6号車のみ他の号車と異なる色の照明・内装となっている。北急の車両はステッカーのみの掲示である。
| 女性専用車両                                          |   |   |   |   |   |   |   |   |    |
| ← 中百舌鳥江坂・箕面萱野 →                            |   |   |   |   |   |   |   |   |    |
| \| 1 \| 2 \| 3 \| 4 \| 5 \| 6 \| 7 \| 8 \| 9 \| 10 \| |   |   |   |   |   |   |   |   |    |
| 1                                                     | 2 | 3 | 4 | 5 | 6 | 7 | 8 | 9 | 10 |

## 車両

### 自社車両
- 30000系（2011年 - ）[16]
- 21系（1991年 - ）

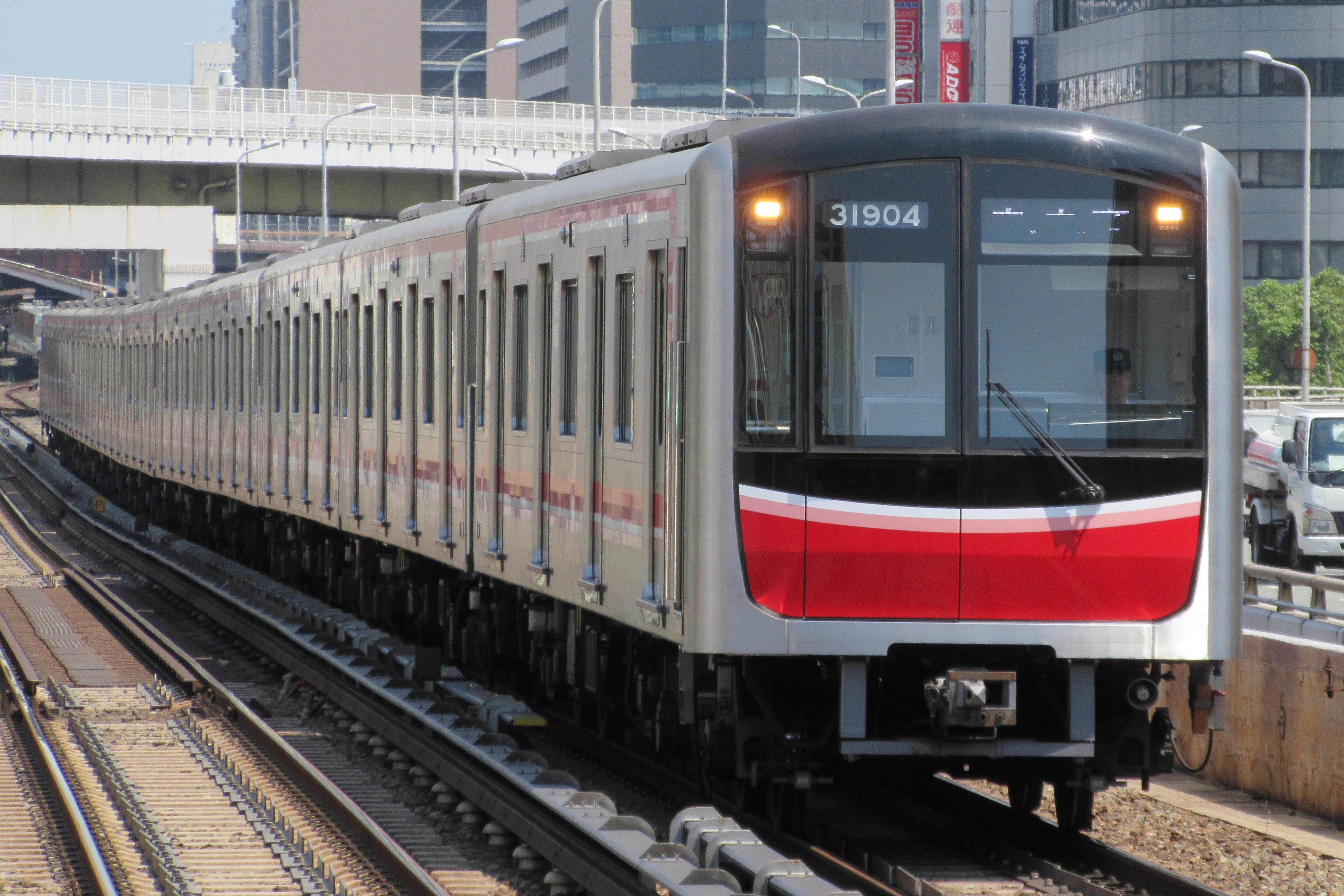
30000系
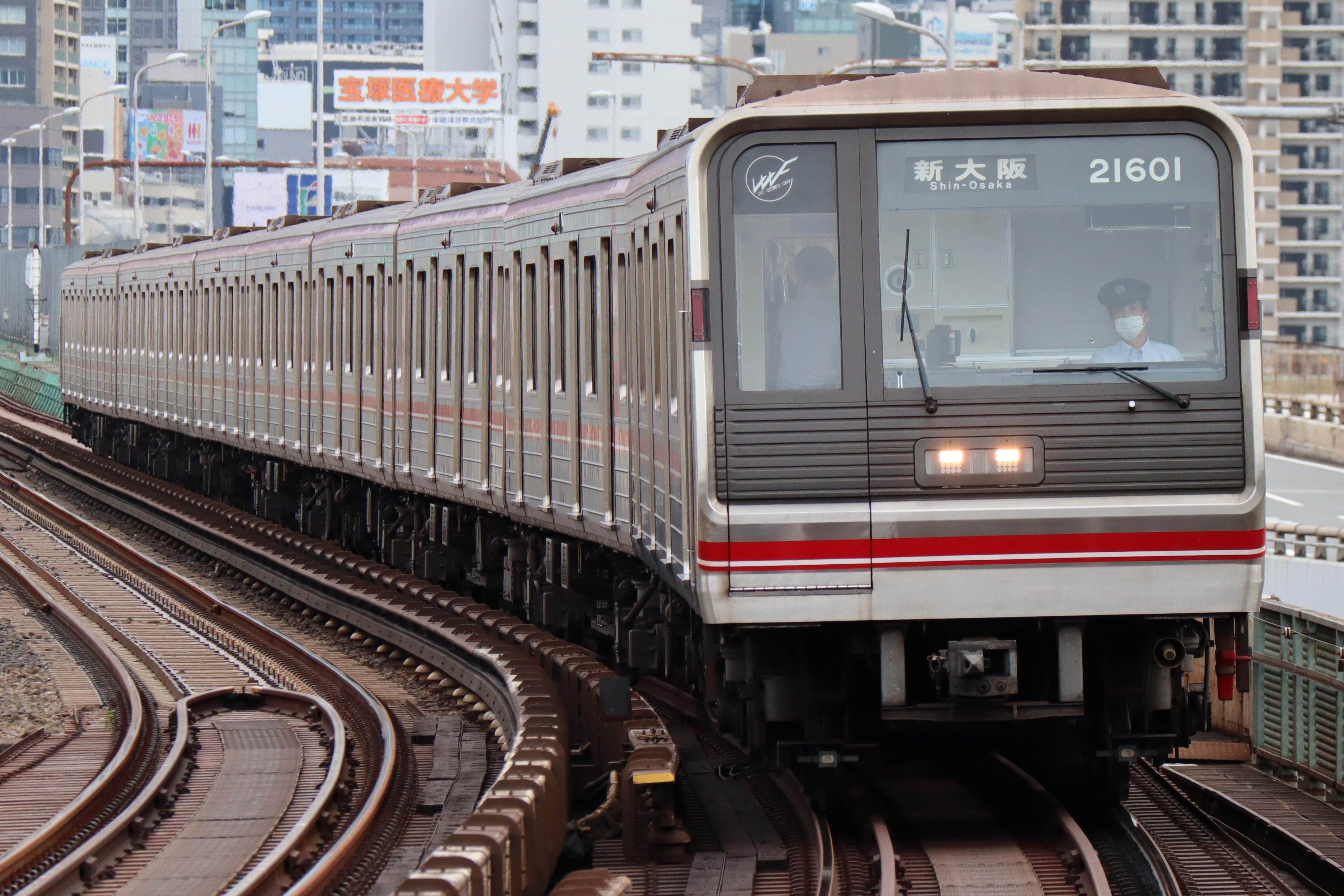
21系

### 過去の車両
期間は御堂筋線での運用期間。形式は運用当時のもの。
大阪市交通局
- 100形（初代）（1933年 - 1969年）
- 200形（初代）（1935年 - 1969年）
- 300形（1938年 - 1969年）
- 400形（1943年 - 1969年）
- 500形（1949年 - 1969年）
- 600形（1951年 - 1969年）
- 1000形（1953年 - 1969年）
- 1100形（1957年 - 1969年）
- 1200形（1958年 - 1969年）
- 5000形（1960年 - 1969年）
- 30系（1968年 - 1993年）
- 10系・10A系（1976年 - 2022年）

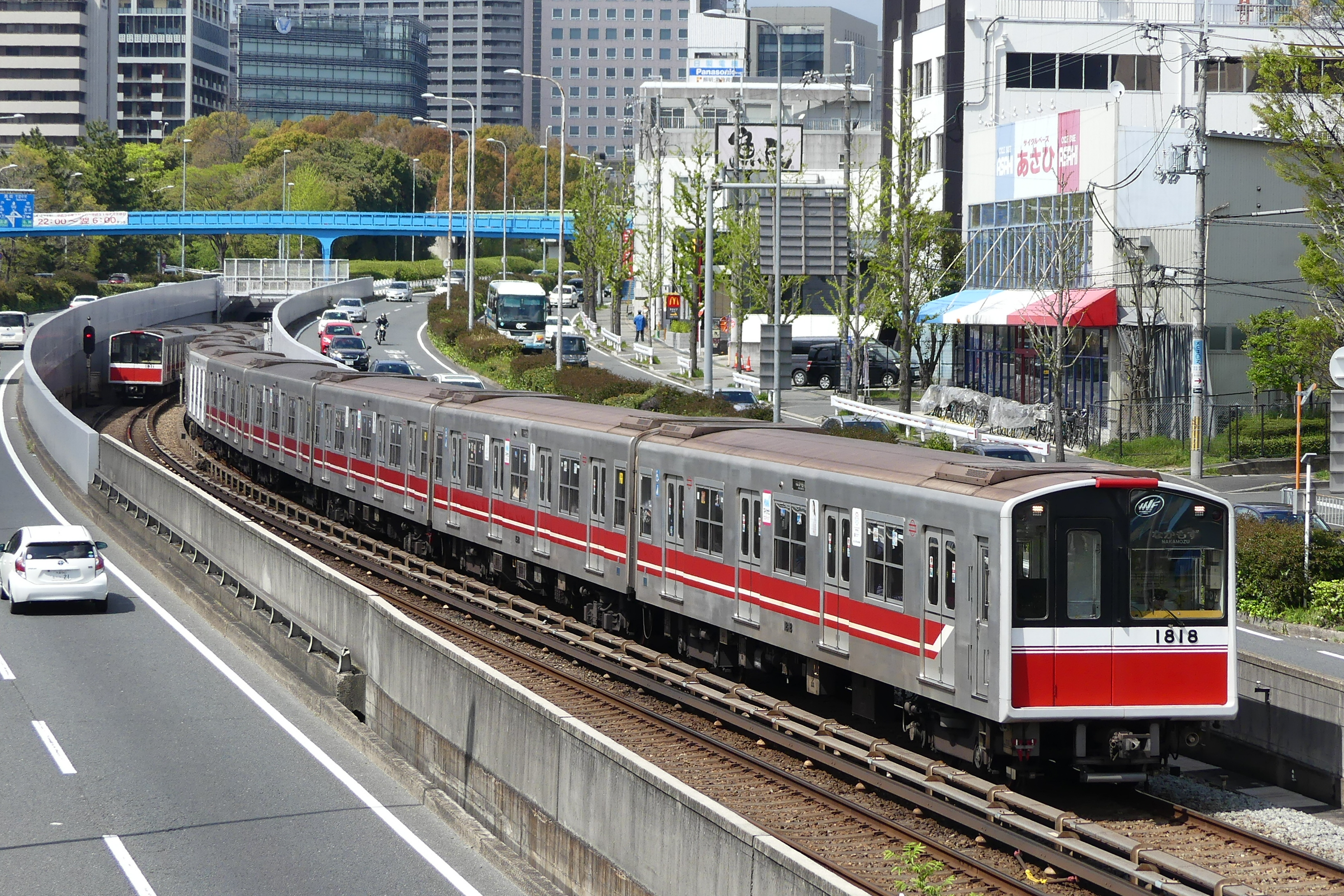
10A系
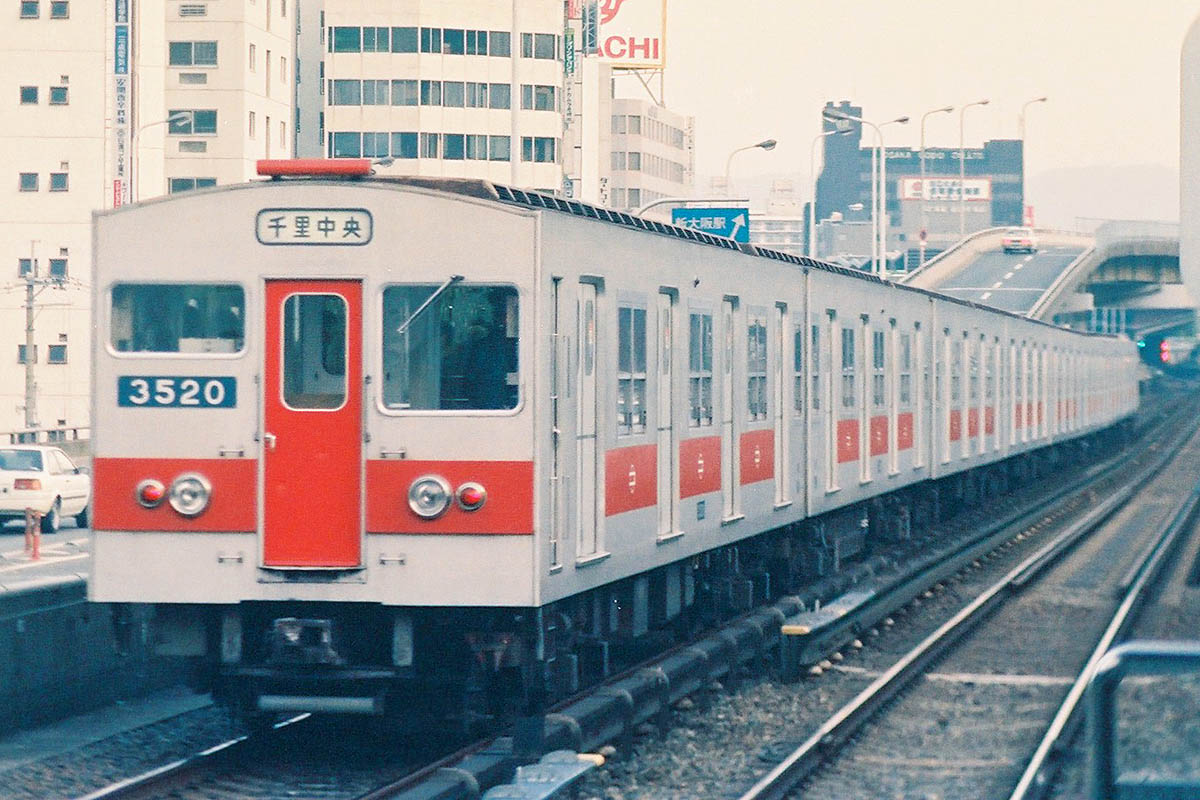
30系（1987年 西中島南方駅）
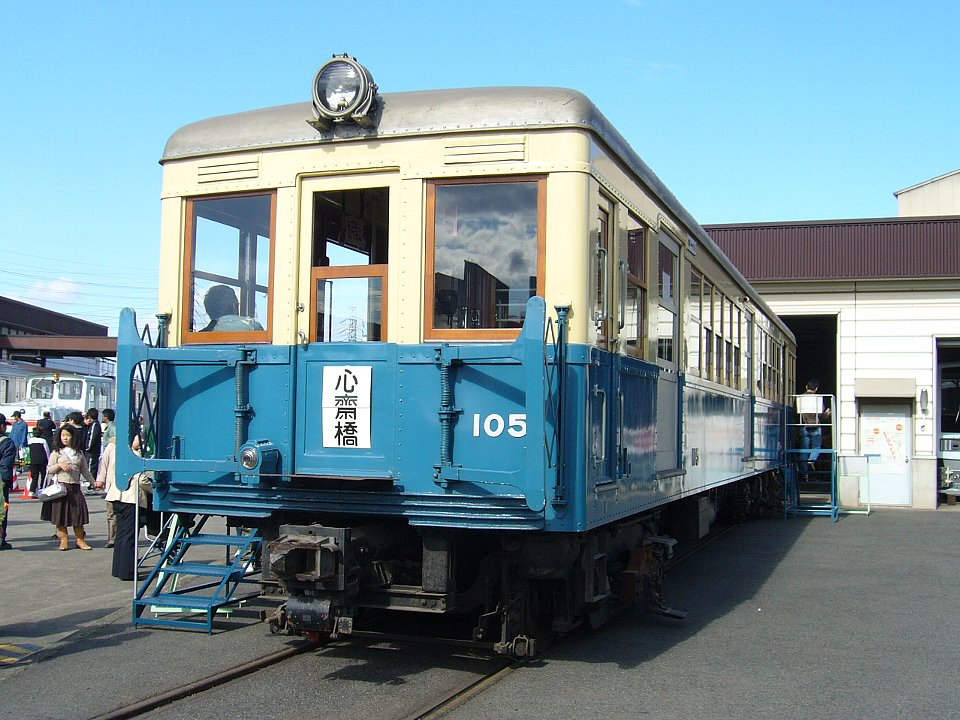
100形（2006年11月22日）

### 乗り入れ車両
北大阪急行電鉄
- 9000形（2014年 - ）
- 8000形（1986年 - ）

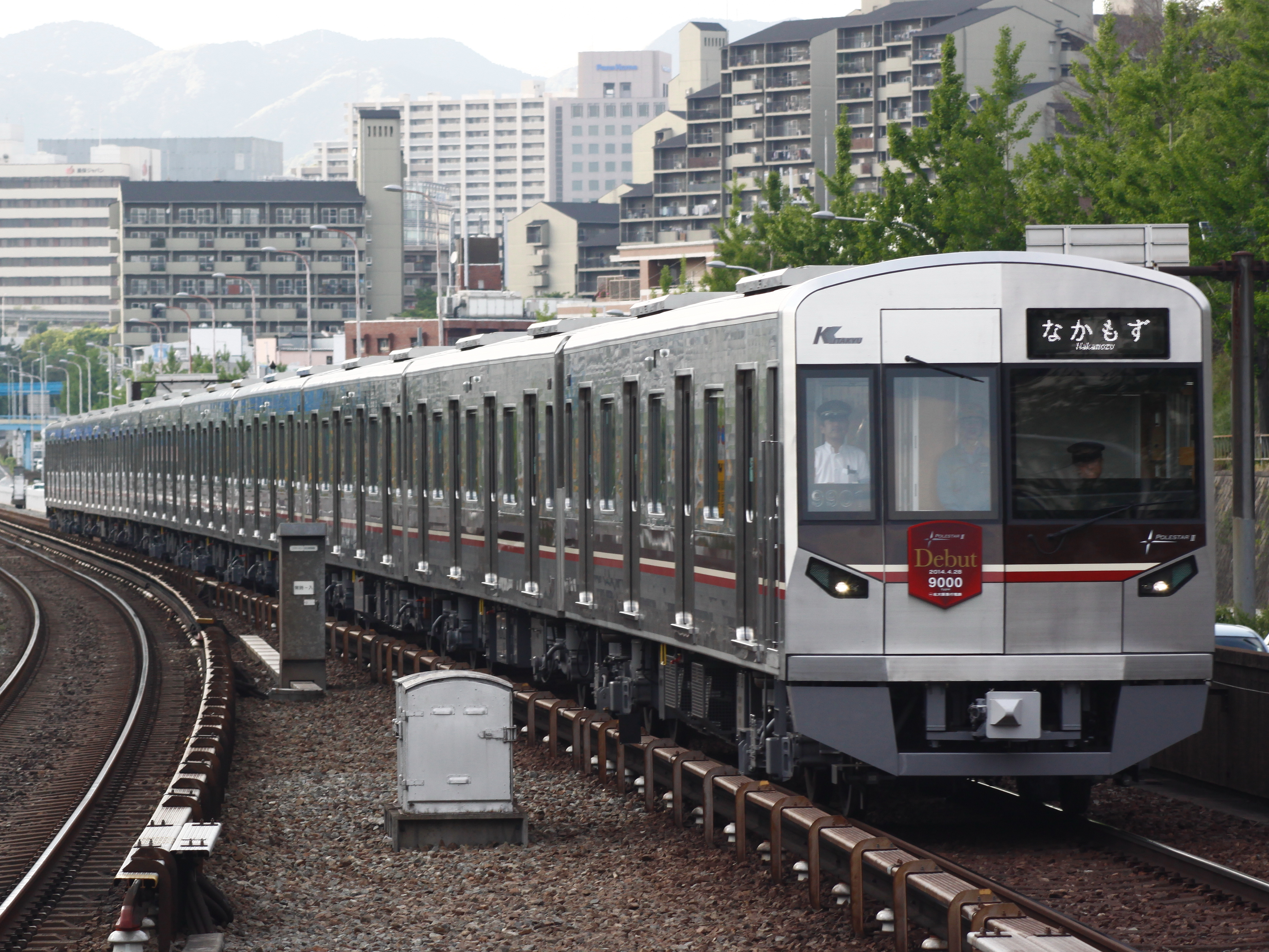
9000系
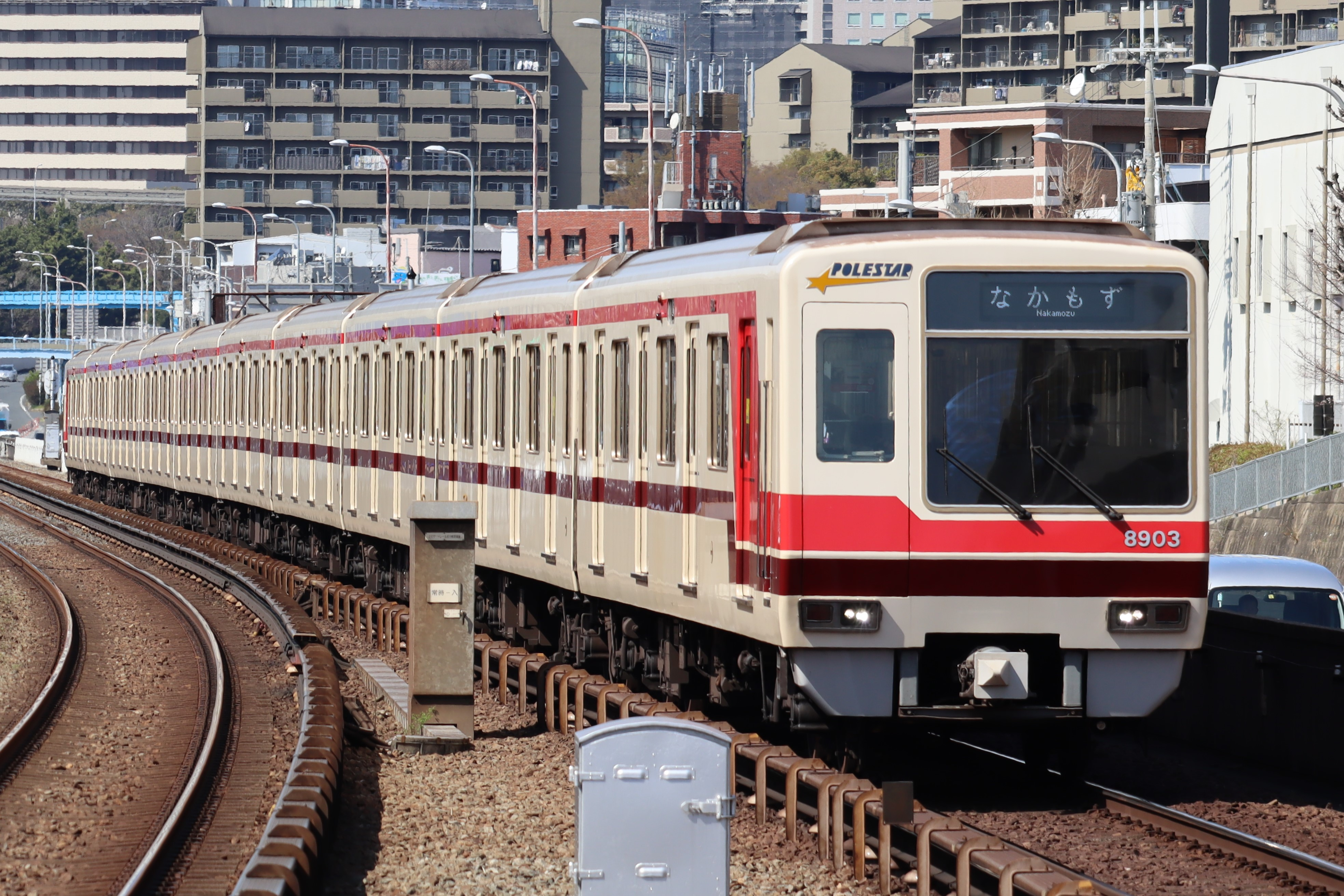
8000系

北大阪急行電鉄の車両は専ら直通列車にのみ使用され、地下鉄線内のみの運用はなかったが、2024年3月23日のダイヤ改正で江坂駅を発着とする地下鉄線内完結の運用が設定されたほか、平日ダイヤ時には新大阪駅 - 天王寺駅間の小運転にも充当されるようになった。

### 過去の乗り入れ車両
- 7000形・8000形（初代）（1969年 - 1970年）
- 2000形（1969年 - 1993年）

## 利用状況
御堂筋線は民営化以前、日本の公営地下鉄で最も黒字額が大きいドル箱路線であった。2017年度決算における経常収支は約372億円の黒字、営業収支は約374億円の黒字、営業係数が44.9であり、大阪市営地下鉄（当時）の中でも収益の4割以上を占めていた。
また、2014年度の1日平均輸送人員は1,135,322人であり、第2位である谷町線（501,598人）の倍以上の輸送人員を記録している。これは大阪市営地下鉄のみならず日本の公営地下鉄で最多だったほか、民営地下鉄の東京地下鉄（東京メトロ）を含めても東京メトロ東西線、東京メトロ丸ノ内線、東京メトロ千代田線に次ぐ輸送人員であった。
営業係数は、日本の公営地下鉄では1位の名古屋市営地下鉄東山線を大きく上回り東京メトロの路線を入れても御堂筋線が他を大きく引き離しており、名古屋市営地下鉄の東山線や東京地下鉄で最も営業係数が良い東西線が2位を争う状態である。御堂筋線の営業係数は、東海旅客鉄道（JR東海）の東海道新幹線や東日本旅客鉄道（JR東日本）の山手線などと並び日本鉄道業界でもトップクラスである。
| 年度               | 収支状況         | 収支状況         | 収支状況         | 収支状況         | 収支状況         | 収支状況         | 収支状況         | 一日平均 輸送人員：人 | 特記事項             |
| 年度               | 経常収支：百万円 | 経常収支：百万円 | 経常収支：百万円 | 営業収支：百万円 | 営業収支：百万円 | 営業収支：百万円 | 営業収支：百万円 | 一日平均 輸送人員：人 | 特記事項             |
| 年度               | 収益             | 費用             | 収支差引         | 収益             | 費用             | 収支差引         | 営業係数         | 一日平均 輸送人員：人 | 特記事項             |
| ------------------ | ---------------- | ---------------- | ---------------- | ---------------- | ---------------- | ---------------- | ---------------- | --------------------- | -------------------- |
| 2000年（平成12年） |                  |                  |                  |                  |                  |                  |                  | 1,257,000             |                      |
| 2001年（平成13年） | 75,700           | 49,500           | 26,200           |                  |                  |                  |                  | 1,235,000             |                      |
| 2002年（平成14年） |                  |                  |                  |                  |                  |                  |                  | 1,206,000             |                      |
| 2003年（平成15年） |                  |                  |                  |                  |                  |                  |                  | 1,194,000             |                      |
| 2004年（平成16年） |                  |                  |                  |                  |                  |                  |                  | 1,189,000             |                      |
| 2005年（平成17年） |                  |                  |                  |                  |                  |                  |                  | 1,202,752             |                      |
| 2006年（平成18年） | 75,150           | 38,156           | 36,994           |                  |                  |                  |                  | 1,205,000             |                      |
| 2007年（平成19年） | 72,077           | 36,956           | 35,121           | 69,924           | 29,959           | 39,965           | 42.8             | 1,192,075             |                      |
| 2008年（平成20年） | 70,912           | 35,340           | 35,572           | 68,735           | 29,803           | 38,932           | 43.4             | 1,167,917             | 阪神なんば線開業年度 |
| 2009年（平成21年） | 67,921           | 33,912           | 34,009           | 65,855           | 28,856           | 36,999           | 43.8             | 1,122,103             |                      |
| 2010年（平成22年） | 67,032           | 34,992           | 32,040           | 65,006           | 28,978           | 36,028           | 44.6             | 1,104,832             |                      |
| 2011年（平成23年） | 65,778           | 35,674           | 30,104           | 64,464           | 30,277           | 34,187           | 47.0             | 1,094,270             |                      |
| 2012年（平成24年） | 65,746           | 31,351           | 34,395           | 65,085           | 28,038           | 37,047           | 43.1             | 1,108,515             |                      |
| 2013年（平成25年） | 67,347           | 32,307           | 35,040           | 66,838           | 29,421           | 37,417           | 44.0             | 1,129,679             |                      |
| 2014年（平成26年） | 67,529           | 32,795           | 34,734           | 66,391           | 30,239           | 36,152           | 45.5             | 1,135,322             |                      |
| 2015年（平成27年） | 68,348           | 32,267           | 36,081           | 66,843           | 29,933           | 36,910           | 44.8             | 1,157,000             |                      |
| 2016年（平成28年） | 68,824           | 32,664           | 36,160           | 67,320           | 30,240           | 37,080           | 44.9             | 1,157,000             |                      |
| 2017年（平成29年） | 69,674           | 32,499           | 37,175           | 67,854           | 30,466           | 37,388           | 44.9             | 1,178,000             |                      |
| 2018年（平成30年） |                  |                  |                  |                  |                  |                  |                  | 1,205,000             |                      |
| 2019年（令和元年） |                  |                  |                  |                  |                  |                  |                  | 1,185,000             |                      |
| 2020年（令和02年） |                  |                  |                  |                  |                  |                  |                  | 849,000               |                      |
| 2021年（令和03年） |                  |                  |                  |                  |                  |                  |                  | 900,000               |                      |
| 2022年（令和04年） |                  |                  |                  |                  |                  |                  |                  | 1,062,000             |                      |
| 2023年（令和05年） |                  |                  |                  |                  |                  |                  |                  | 1,177,000             |                      |

2023年度の朝ラッシュ時最混雑区間は梅田 → 淀屋橋間（2005年度までは難波 → 心斎橋間）であり、ピーク時（7時50分 - 8時50分）の混雑率は132%である。
1960年代は混雑率が260%を越えるなど、近畿屈指の悪名高い混雑路線であったが、車両の増結が進められて1996年からは全列車が10両編成になり、並行路線（四つ橋線・堺筋線・谷町線）へのシフトが進んでいることから混雑緩和が進んだ。それでも混雑路線であることには変わりなく、特に千里中央発の中百舌鳥行きは非常に混雑する。ダイヤが乱れた場合などは、駅員による押し込みが必要な場合もある。
| 年度               | 最混雑区間輸送実績 | 最混雑区間輸送実績 | 最混雑区間輸送実績 | 最混雑区間輸送実績 | 最混雑区間輸送実績 | 最混雑区間輸送実績 | 最混雑区間輸送実績 | 最混雑区間輸送実績 | 特記事項                                     |
| 年度               | 梅田 → 淀屋橋間    | 梅田 → 淀屋橋間    | 梅田 → 淀屋橋間    | 梅田 → 淀屋橋間    | 難波 → 心斎橋間    | 難波 → 心斎橋間    | 難波 → 心斎橋間    | 難波 → 心斎橋間    | 特記事項                                     |
| 年度               | 運転本数：本       | 輸送力：人         | 輸送量：人         | 混雑率：%          | 運転本数：本       | 輸送力：人         | 輸送量：人         | 混雑率：%          | 特記事項                                     |
| ------------------ | ------------------ | ------------------ | ------------------ | ------------------ | ------------------ | ------------------ | ------------------ | ------------------ | -------------------------------------------- |
| 1957年（昭和32年） |                    |                    |                    | 190                |                    |                    |                    | 210                | 全列車が5両編成となる                        |
| 1958年（昭和33年） |                    |                    |                    | 174                |                    |                    |                    | 220                | 全列車が6両編成となる                        |
| 1960年（昭和35年） |                    |                    |                    | 184                |                    |                    |                    | 225                | 我孫子延伸開業年度、全列車が7両編成となる    |
| 1963年（昭和38年） |                    |                    |                    | 219                | 24                 | 23,040             | 60,720             | 264                | 全列車が8両編成となる                        |
| 1964年（昭和39年） |                    |                    |                    | 206                | 27                 | 25,920             | 59,913             | 231                | 新大阪延伸開業年度                           |
| 1965年（昭和40年） |                    |                    |                    |                    |                    |                    |                    |                    | 四つ橋線西梅田延伸開業年度                   |
| 1969年（昭和44年） | 27                 | 27,972             | 51,552             | 184                | 26                 | 26,936             | 54,654             | 203                | 千里中央延伸開業年度、全列車を30系に置き換え |
| 1970年（昭和45年） |                    |                    |                    | 221                |                    |                    |                    | 205                |                                              |
| 1974年（昭和49年） | 27                 | 27,972             | 63,077             | 226                | 27                 | 27,972             | 60,018             | 215                |                                              |
| 1980年（昭和55年） |                    |                    |                    | 222                |                    |                    |                    | 219                |                                              |
| 1985年（昭和60年） |                    |                    |                    |                    |                    |                    |                    | 240                |                                              |
| 1987年（昭和62年） |                    |                    |                    | 194                |                    |                    |                    | 208                | 中百舌鳥延伸開業年度、全列車が9両編成となる  |
| 1989年（平成元年） | 27                 | 31,104             | 63,360             | 204                | 29                 | 33,408             | 71,925             | 215                |                                              |
| 1990年（平成02年） | 27                 | 31,104             | 61,446             | 198                | 29                 | 33,408             | 68,742             | 206                |                                              |
| 1991年（平成03年） | 27                 | 31,104             | 62,249             | 200                | 29                 | 33,408             | 69,610             | 208                |                                              |
| 1992年（平成04年） | 27                 | 31,104             | 62,360             | 200                | 29                 | 33,408             | 69,700             | 209                | 堺筋線天下茶屋延伸開業年度                   |
| 1993年（平成05年） | 29                 | 33,408             | 61,450             | 184                | 30                 | 34,560             | 67,510             | 195                | 2分間隔運転時間帯の拡大                      |
| 1996年（平成08年） |                    |                    |                    | 159                |                    |                    |                    | 171                | 全列車が10両編成となる                       |
| 1997年（平成09年） |                    |                    |                    |                    | 29                 | 38,700             | 64,956             | 168                |                                              |
| 1998年（平成10年） | 29                 | 39,440             | 57,019             | 145                | 30                 | 40,800             | 61,365             | 150                |                                              |
| 1999年（平成11年） | 28                 | 37,410             | 55,163             | 147                | 29                 | 38,700             | 59,369             | 153                |                                              |
| 2000年（平成12年） | 28                 | 37,410             | 55,890             | 149                | 29                 | 38,700             | 60,491             | 156                |                                              |
| 2001年（平成13年） |                    |                    |                    |                    |                    |                    |                    | 154                |                                              |
| 2002年（平成14年） |                    |                    |                    |                    |                    |                    |                    | 153                |                                              |
| 2003年（平成15年） | 28                 | 37,410             | 55,959             | 150                | 29                 | 38,700             | 58,864             | 152                |                                              |
| 2004年（平成16年） |                    |                    |                    |                    |                    |                    |                    | 152                |                                              |
| 2005年（平成17年） |                    |                    |                    |                    |                    |                    |                    | 151                |                                              |
| 2006年（平成18年） | 28                 | 37,410             | 56,601             | 151                | 29                 | 38,700             | 57,160             | 148                |                                              |
| 2007年（平成19年） | 29                 | 39,440             | 58,702             | 149                | 29                 | 39,440             | 52,782             | 134                |                                              |
| 2008年（平成20年） | 29                 | 39,440             | 58,625             | 149                | 29                 | 39,440             | 51,154             | 130                | 阪神なんば線開業年度                         |
| 2009年（平成21年） | 29                 | 39,440             | 56,899             | 144                | 29                 | 39,440             | 46,997             | 119                |                                              |
| 2010年（平成22年） | 28                 | 38,080             | 54,590             | 143                | 29                 | 39,440             | 45,921             | 116                |                                              |
| 2011年（平成23年） | 28                 | 38,080             | 55,166             | 145                | 29                 | 39,440             | 46,210             | 117                |                                              |
| 2012年（平成24年） | 28                 | 38,080             | 53,203             | 140                | 29                 | 39,440             | 45,019             | 114                |                                              |
| 2013年（平成25年） | 29                 | 39,440             | 53,374             | 135                | 29                 | 39,440             | 46,265             | 117                |                                              |
| 2014年（平成26年） | 28                 | 38,080             | 53,964             | 142                | 29                 | 39,440             | 46,674             | 118                |                                              |
| 2015年（平成27年） | 27                 | 36,720             | 54,945             | 150                | 25                 | 34,000             | 45,987             | 135                |                                              |
| 2016年（平成28年） | 27                 | 36,720             | 54,065             | 147                | 25                 | 34,000             | 45,855             | 135                |                                              |
| 2017年（平成29年） | 27                 | 36,990             | 53,866             | 146                | 25                 | 34,250             | 45,923             | 134                |                                              |
| 2018年（平成30年） | 27                 | 36,990             | 55,850             | 151                | 26                 | 35,620             | 46,814             | 131                |                                              |
| 2019年（令和元年） | 27                 | 36,990             | 54,595             | 148                | 26                 | 35,620             | 46,335             | 130                |                                              |
| 2020年（令和02年） | 27                 | 36,990             | 43,044             | 116                | 26                 | 35,620             | 35,156             | 99                 |                                              |
| 2021年（令和03年） | 27                 | 36,990             | 43,473             | 118                | 26                 | 35,620             | 35,716             | 100                |                                              |
| 2022年（令和04年） | 27                 | 36,990             | 45,410             | 123                | 26                 | 35,620             | 37,284             | 105                |                                              |
| 2023年（令和05年） | 27                 | 36,990             | 48,764             | 132                | 26                 | 35,620             | 40,362             | 113                | 箕面萱野延伸開業年度                         |

## 建設時の逸話
御堂筋線は、昭和初期の不況の真っ只中で着工したこともあり、失業対策や景気対策も兼ねて作業員には可能な限り多数の失業者を雇用、トンネル掘削なども極力人海戦術を用いる方針が採られた。しかし、厳しい肉体労働故に採用された労働者が定着せず、工程管理上深刻な問題となった。
また、梅田駅付近の地質は非常に悪く、その上当時の土木技術は未熟であったため、梅田駅建設時の崩落事故や淀屋橋駅北側の漏水による崩壊事故など大規模な事故に見舞われた。さらに沿線のビルがいくつか傾斜・沈下し、所有者から莫大な補償金を要求された。加えて土佐堀川・長堀川・道頓堀川などの運河が機能していたため、それらを封鎖せずに建設する技術が求められるなどかなりの難工事であったという。しかし、こうした難工事が結果として日本の土木技術の向上に大きく貢献することとなった。
1933年に開業した区間の建設当時はトレーラークレーンがなかったため、製造された車両は梅田駅（貨物）から人力または牛に牽かれ、御堂筋の平野町3交差点付近（淀屋橋 - 本町間）に開けた搬入口から徐々に降ろされ搬入された。
開業当初、御堂筋線はわずか1両編成での運転だったにもかかわらず、当時からすべての駅のホームが将来を見越して 17 m 級車による8両編成に対応するように建設されていた。当初は 17 m 級車の12両編成対応で建設が進められたが、あまりに過剰投資が過ぎるとして戦後に開業した中津以北および大国町以南については8両編成対応に計画変更された。このため2022年現在でも、地下設備についてはほとんど手直しなしで当時よりやや大型の 19 m 級車による10両編成で運行を行っている。ただし、乗降客数が過大でホーム面積の拡大が求められた梅田駅および難波駅については、大規模な工事を実施し北行と南行を分離した。梅田駅の拡張には谷町線用のトンネルが転用された。また、中津以北および大国町以南の各駅については障害となる各種施設の移動やホームの延伸工事を段階的に実施し、最小限の手直しで10両編成対応化が実現している。
トンネルの断面積は天地方向に余裕を持って決定された。これは後の冷房化時に広いトンネル断面が大きな貢献をしている。また、郊外鉄道の1500V区間への乗り入れを考慮して、第三軌条の電圧はその半分の750Vとされたが、この電圧は第三軌条方式による給電とともに御堂筋線での10両編成というような長大編成の運行を支える形となっている。一方で第三軌条方式を採用したことにより第三軌条の軌道・台車との位置関係および無通電区間の車両編成による短絡防止にかかる制約のため、運行される車両の車体長と集電靴を取り付けられる台車の台車中心間距離について制約が生じた。在阪私鉄の車両限界との相違も含め、この車両設計の制約ゆえに私鉄側も大阪市側も機構の複雑な複電圧車を用意する動機づけにならず、結果として乗り入れる私鉄は北大阪急行電鉄のように同一規格の軌道および車両を用意することとなった。

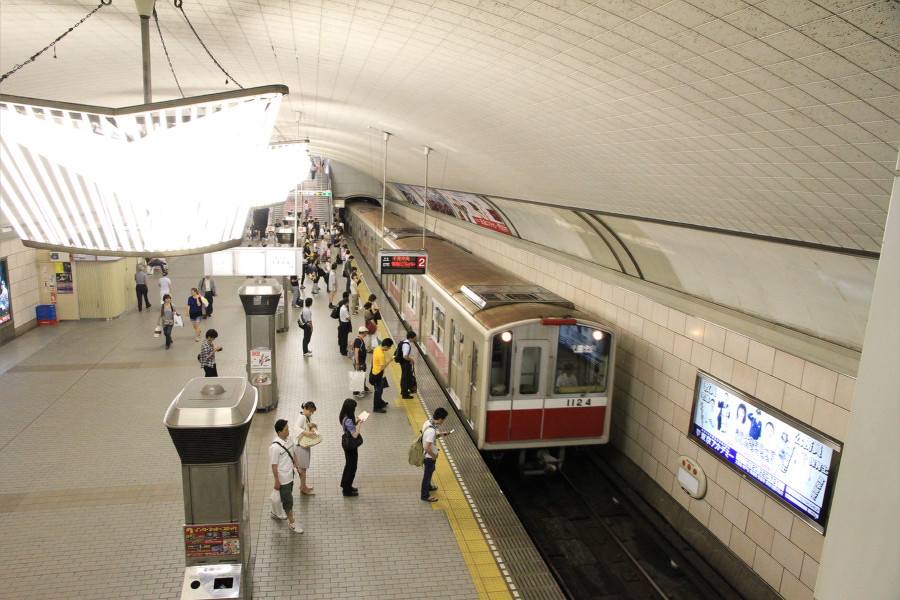
梅田駅ホームの天井と旧照明

最初に開業した梅田駅 - 心斎橋駅の各駅のホームはドーム状の高い天井とシャンデリア風の蛍光灯照明を有している。御堂筋線の特徴であるが、混雑緩和のためホームと天井の間に中二階のコンコースが作られ、現在では高天井のまま残っている部分が少なくなっている。
戦時中、大阪市は限界に達していた梅田地下検車場に代わる車両基地として我孫子検車場の用地を購入していたが、肝心の天王寺駅 - 我孫子駅間の工事が中断したままであった。やむなく西長居駅（現在の長居保線基地）に検車場を建設して、大鉄線（現在の近鉄南大阪線）との交差地点以南からは仮線を地上に敷設する計画を立てた。1943年11月26日に大阪市は、「天王寺西長居仮線敷設・西長居町仮設車両修繕設備設置の件」と申請書を大阪府に提出した。しかし翌1944年9月に、内務省側から南海平野線との平面交差の問題点や第三軌条の踏切における安全性などの措置についての照会が出され、大阪市はそれらの課題を解決できぬまま、資材不足もさらに深刻化するなどの要因が重なり実現は困難と判断。1944年11月申請を取り下げた。なお、1950年5月に大阪市は阿倍野区三明町（現在の阿倍野区役所の位置）に阿倍野検車場を建設、1954年の長居検車場完成まで使っていたが、阿倍野検車場以北に踏切を1か所設けていた。
大阪市地下鉄建設50年史によると、天王寺駅 - 西田辺駅間3.1kmについては、1938年11月に着工するも戦時中の資材不足と応召による人手不足から1943年に工事が中断、戦後の1950年6月に工事が再開するも今度は資金難を理由に南海平野線以南の780mの区間が開溝（掘割式）で開通し、駅部分を除いては天井が省略された。その後大阪市南部における道路交通量の増大によってあびこ筋の建設機運が高まったことや、梅雨や台風などによる大雨の時には法面が崩壊する恐れがあったことなどから掩蓋工事が実施され、1958年11月に地下化された。この御堂筋線の地下化後にあびこ筋が整備されている。
中百舌鳥駅への延伸時、当初は泉北高速鉄道と乗り入れる構想もあった。しかしながら、両社局の軌間（御堂筋線は 1435 mm、泉北高速は 1067 mm）・集電方式（御堂筋線は第三軌条、泉北高速は架線式）・電圧（御堂筋線は 750 V 、泉北高速は 1500 V）および車両規格の相違などから乗り入れは困難と判断され、見送られた。

## 歴史
| 開業の頃の御堂筋線（淀屋橋駅） |  | 開業の頃の御堂筋線（淀屋橋駅） |
| 開業の頃の御堂筋線（淀屋橋駅） |  |                                |

- 1933年（昭和8年）5月20日：1号線 梅田駅（仮） - 心斎橋駅間 (3.1 km) が開業。当初は1両編成の単行運転。
- 1935年（昭和10年）
  - 10月6日：梅田駅本駅が開業。(+0.1 km)
  - 10月30日：心斎橋駅 - 難波駅間 (0.9 km) が開業[25]。2両編成運転開始。
- 1938年（昭和13年）4月21日：難波駅 - 天王寺駅間 (3.4 km) が開業[26]。3両編成運転開始。
- 1945年（昭和20年）3月13日・14日：大阪大空襲。異例の駅開放と避難列車の運行で市民の避難を助けたとされる[注 11][注 12]。
- 1951年（昭和26年）12月20日：天王寺駅 - 昭和町駅間 (1.8 km) が開業。梅田駅 - 昭和町駅、梅田駅 - 天王寺駅の2系統運転となる。
- 1952年（昭和27年）10月5日：昭和町駅 - 西田辺駅間 (1.3 km) が開業。
- 1953年（昭和28年）8月1日：4両編成運転開始。
- 1957年（昭和32年）4月1日：5両編成運転開始。
- 1958年（昭和33年）5月1日：6両編成運転開始。
- 1960年（昭和35年）7月1日：西田辺駅 - 我孫子駅間が開業[27] (2.5 km) 。7両編成運転開始。
- 1963年（昭和38年）6月1日：8両編成運転開始。
- 1964年（昭和39年）9月24日：新大阪駅 - 梅田駅間 (3.5 km) が開業。梅田駅 - 天王寺駅間の系統が中津駅 - 天王寺駅間での運転となる。
- 1968年（昭和43年）8月29日：30系電車の運用開始[28]。
- 1969年（昭和44年）
  - 2月1日：全列車30系電車に統一[28]。前日までに50系電車と旧型車の運用を終了。
  - 12月6日：愛称が御堂筋線に決まる。
- 1970年（昭和45年）2月24日：江坂駅 - 新大阪駅間 (2.9 km) が開業。全線ATC化、打子式ATS廃止。北大阪急行電鉄と相互直通運転開始。
- 1971年（昭和46年）4月1日：列車集中制御装置 (CTC) 導入。
- 1975年（昭和50年）5月8日：ラインカラーを導入。
- 1976年（昭和51年）2月16日：10系試作車が営業運転を開始[29]。
- 1979年（昭和54年）
  - 4月：10系量産車が運用開始。
  - 6月20日：冷房車の運行を開始[30]。日本の地下鉄では神戸市営地下鉄西神線、名古屋市営地下鉄鶴舞線に次いで3例目の地下鉄冷房車となった。
- 1980年（昭和55年）2月25日：ダイヤ改正により、朝ラッシュ時の最短運転間隔を2分15秒から2分に変更。
- 1986年（昭和61年）7月1日：北急8000形電車が運用開始。
- 1987年（昭和62年）
  - 4月18日：我孫子駅 - 中百舌鳥駅間 (5.0 km) が開業し全通[31]。9両編成化開始[32]。
  - 8月24日：9両編成化完了。
- 1990年（平成2年）4月1日：昼間の中津駅 - 天王寺駅間の系統を新大阪駅 - 天王寺駅での運転とする。当初、国際花と緑の博覧会開催に伴う措置であったが、博覧会終了後も継続。
- 1991年（平成3年）5月14日：21系電車が運用開始。
- 1993年（平成5年）
  - 冷房化率100%達成。非冷房車で最後まで残っていた30系の3014編成・3022編成、乗り入れ車両の北急2000形が運用終了。
  - 12月31日：大晦日の終夜運転開始。
- 1995年（平成7年）12月9日：10両編成化開始。ダイヤ改正により、朝ラッシュ時にも新大阪駅 - 天王寺駅間の系統を運転開始。梅田行最終（北行）を0時台に導入。
- 1996年（平成8年）9月1日：最後まで9両編成で残っていた10系第17編成が入場し、10両編成化完了[33]。
- 2002年（平成14年）11月11日：平日朝ラッシュ時に女性専用車両を導入[13][14]。
- 2004年（平成16年）9月6日：女性専用車両の時間帯を平日終日に拡大[15][14]。
- 2005年（平成17年）3月26日：運転指令機能を輸送指令所に移転・統合（谷町線に次いで2路線目）。駅構内放送を更新。
- 2006年（平成18年）3月18日：新大阪駅 - 天王寺駅間系統の運転時間帯を21時台まで拡大。
- 2011年（平成23年）12月10日：30000系電車が運用開始[16]。
- 2012年（平成24年）2月22日：梅田駅ホームにて火災が発生し、梅田駅を通過扱いする措置を採った。
- 2013年（平成25年）3月23日：ダイヤ改正により、中百舌鳥発梅田行き終電において、梅田駅→新大阪駅間で回送していたものを営業運転に変更。新大阪駅までの終電を延長。
- 2014年（平成26年）4月28日：北急9000形電車が運用開始[18]。
- 2015年（平成27年）
  - 2月14日：天王寺駅に可動式ホーム柵設置[34]。
  - 3月1日：心斎橋駅に可動式ホーム柵設置[34]。ダイヤ改正により、平日朝ラッシュ時の最短運転間隔を2分から2分15秒に変更。我孫子始発の一部を新金岡始発に変更。中百舌鳥発天王寺行き終電を増発[35]。
- 2018年（平成30年）
  - 3月24日：ダイヤ改正により、平日朝ラッシュ時の運転間隔を2分15秒 - 30秒から2分15秒に変更[36]。
  - 4月1日：大阪市営地下鉄の民営化により、大阪市高速電気軌道 (Osaka Metro) の路線となる。
- 2020年（令和2年）
  - 1月24日：終電を通常より2時間遅くする社会実験を実施[7][8][9]。
  - 3月27日：無料で使える公衆無線LAN（車内Wi-Fi）を設置開始（30000系3編成から導入）[37][38]。
  - 10月31日：ダイヤ改正により、各駅の停車時間を延長し所要時間が増加。土休日日中の大運転・小運転とも運転間隔を7分30秒から8分に変更。
- 2021年（令和3年）1月9日：全駅でTASC（定位置停止装置）を導入。
- 2022年（令和4年）3月5日：難波駅の可動式ホーム柵が稼働開始[39]。これにより2015年から開始した可動式ホーム柵の設置工事が御堂筋線全駅で完了。
- 2022年（令和4年）7月4日：最後まで残った1126編成が運用を離脱し、10系が運用終了[40]。
- 2024年（令和6年）3月23日：相互直通先の北大阪急行電鉄千里中央駅－箕面萱野駅間の開業に伴うダイヤ改正を実施。平日朝ラッシュ時の最小運転間隔時間帯を約1時間から約2時間に拡大。平日朝の我孫子行き、朝夕の新金岡行きを増発、天王寺行きの一部を中百舌鳥行きに変更。

※上記のキロ数は実キロ

## 未完の構想・答申・計画路線
区間は構想・答申・計画が出された時点において未完のものを示す。
大阪市交通協議会（内務省と大阪市の合同構想）（1925年10月20日）
- 区間：榎阪 - 南方

都市交通審議会答申3号（1958年3月28日）
- 区間：江坂（垂水） - 千里山付近
  - 答申内容：慎重な考慮を加える必要がある路線

- 区間：我孫子 - 堺市東部
  - 答申内容：慎重な考慮を加える必要がある路線

都市交通審議会答申7号（1963年3月29日）
- 区間：江坂 - 千里山
  - 答申内容：新設すべき路線（1975年度までに実現）

- 区間：我孫子 - 堺市東部
  - 技術的問題、その他に付きさらに検討の上で決定すべき路線

都市交通審議会答申13号（1971年12月8日）
- 区間：梅田 - 難波
  - ※新しい技術形態の輸送施設の建設
  - 答申内容：可能な限り需要の多様化と高度化に応えるための路線

## ホームドアの整備
2016年度以降の導入を目指し、ホームドア（可動式ホーム柵）の導入が検討され、2009年度から調査が開始された。天王寺駅と心斎橋駅には2015年3月1日までに設置され、その他の駅については2021年度までに全駅に設置された。なお、ホームドア設置当初は車掌がホームドアの開閉を行う方式であったため、車両のドア閉めから出発までの時間が多少延びていたが、2022年8月1日から車両のドアと連動化され、停車時間が短縮可能になった。ホームドア設置駅では車掌は出発合図後に乗務員室の小窓から顔を出さず、最後車両がホーム終了位置を過ぎるまで車内から後方を監視する。

## 地下空間の大規模改革
2018年から、「地下空間の大規模改革」として、老朽化した駅の壁・天井の剥離や落下等の防止対策など、駅の安全性を確保する工事に合わせて、駅自体を楽しめる空間として提供する取り組みを行っている。リニューアルの対象は、御堂筋線では新大阪駅、中津駅、梅田駅、淀屋橋駅、本町駅、心斎橋駅、大国町駅、動物園前駅、天王寺駅の計9駅で、2025年4月11日時点で9駅すべてが完了している。
2018年12月20日に最初のデザイン案が発表されたが、そのデザインの奇抜さから批判が相次いだ。2019年8月29日に心斎橋駅、梅田駅など5駅の最終デザイン案が発表された。

### リニューアル後

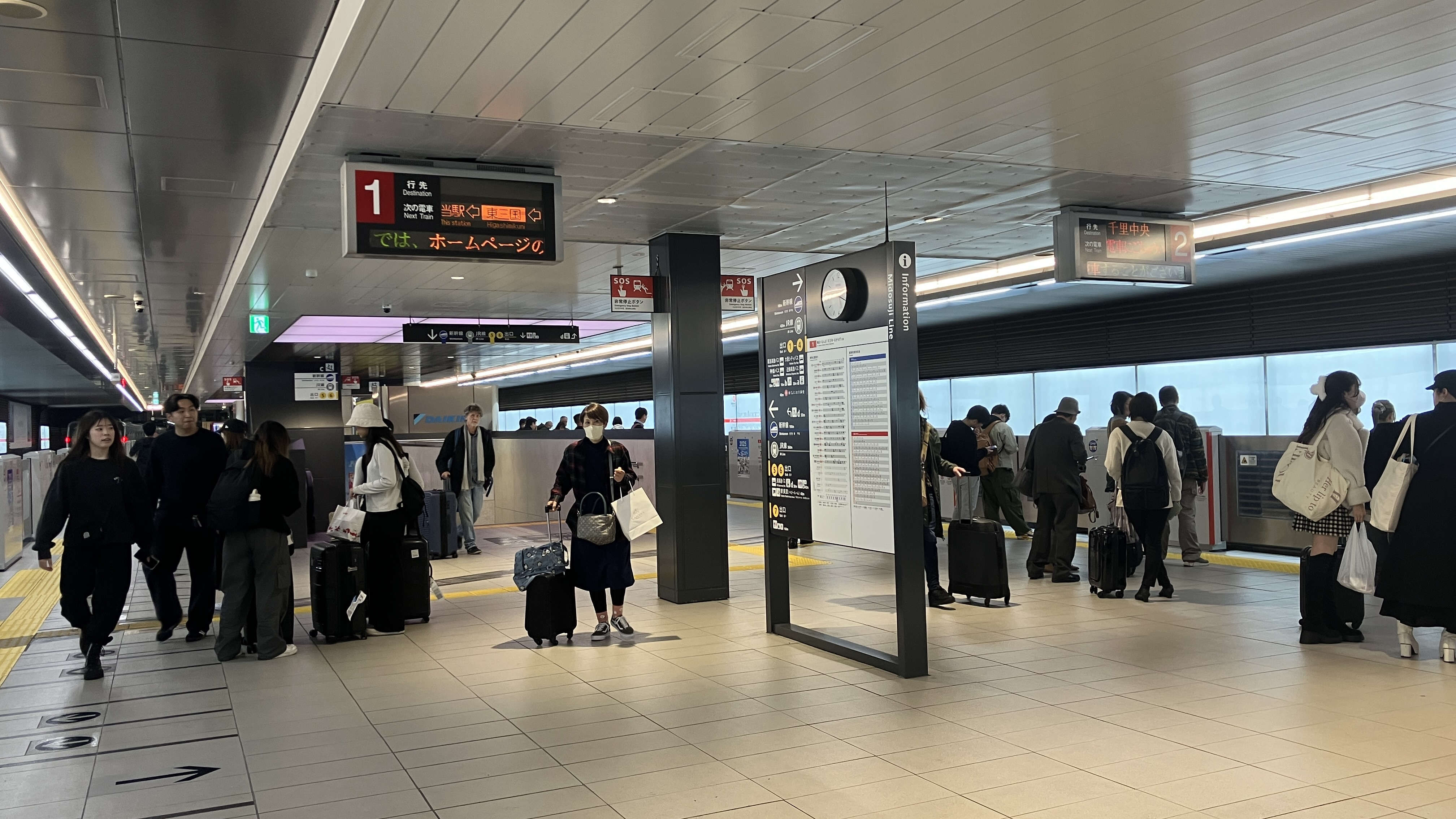
新大阪駅
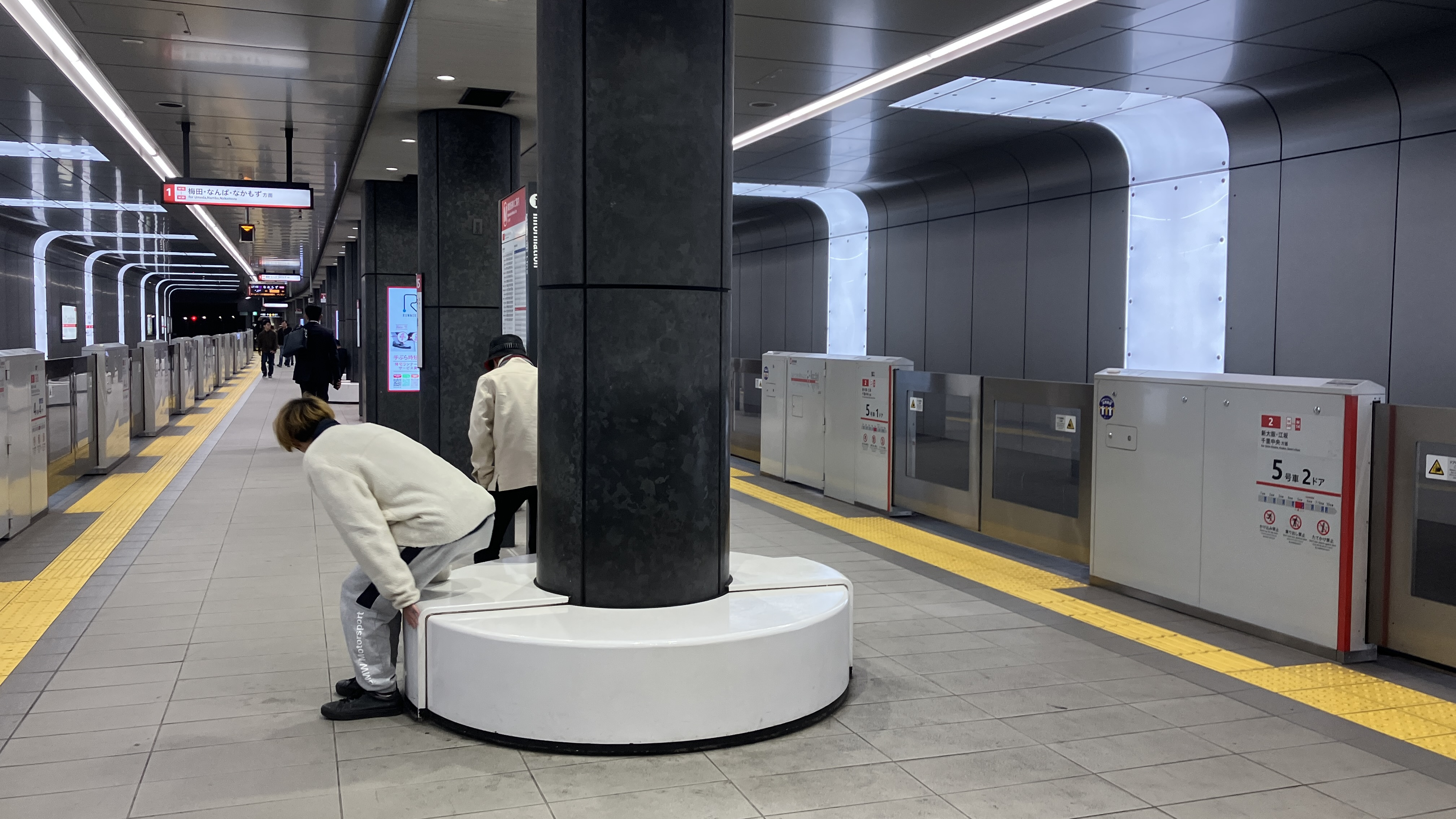
中津駅
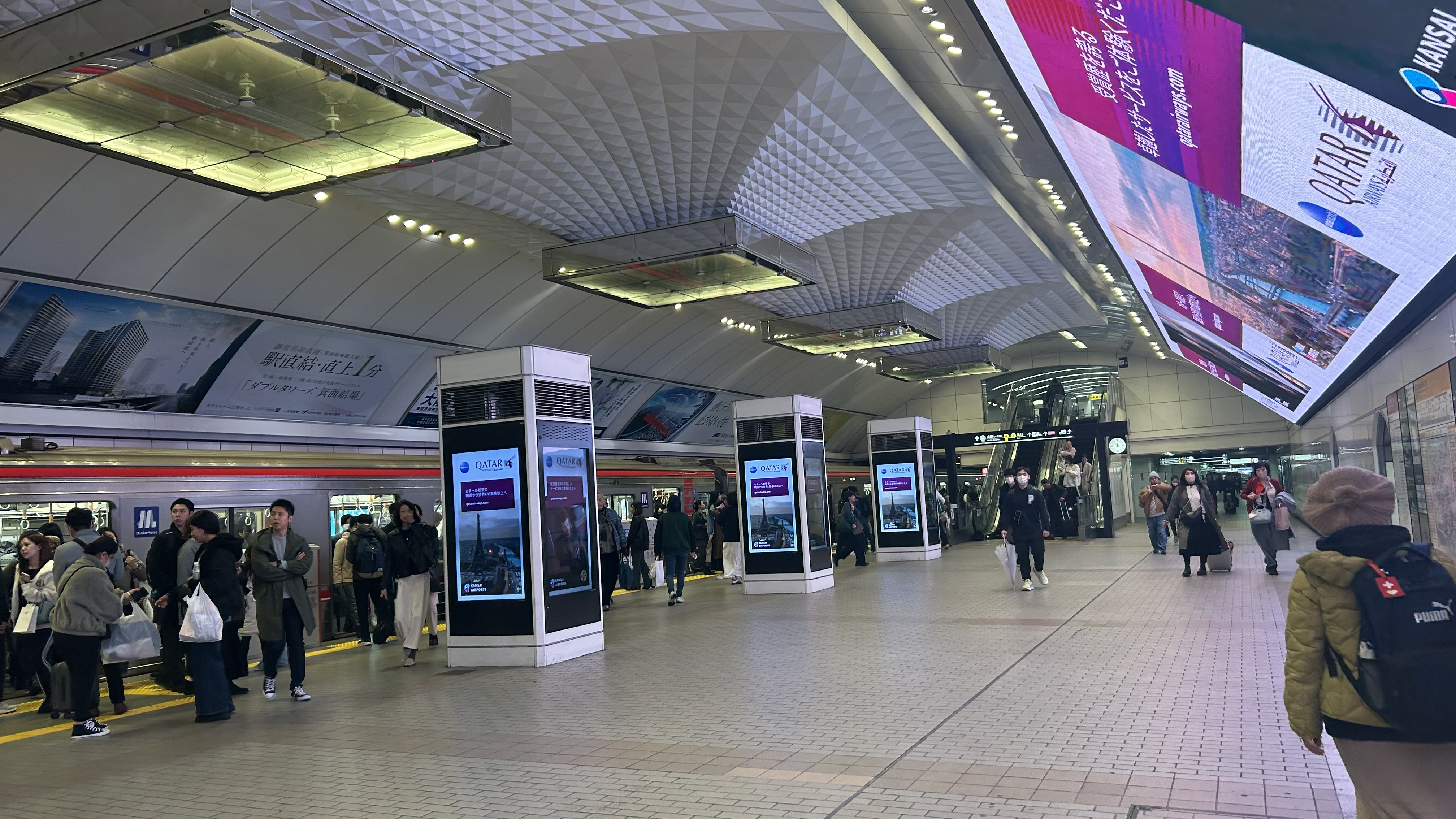
梅田駅
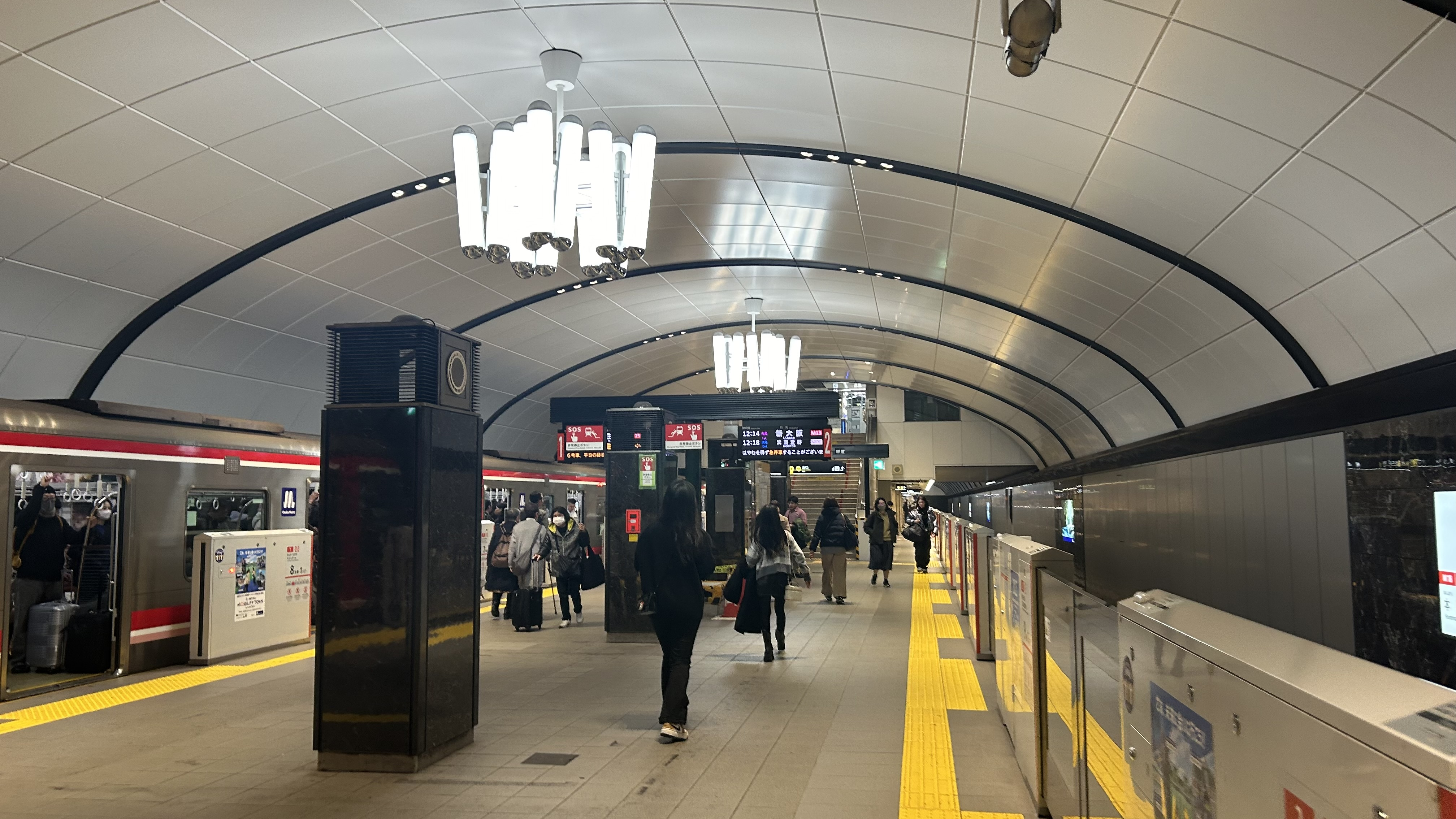
淀屋橋駅
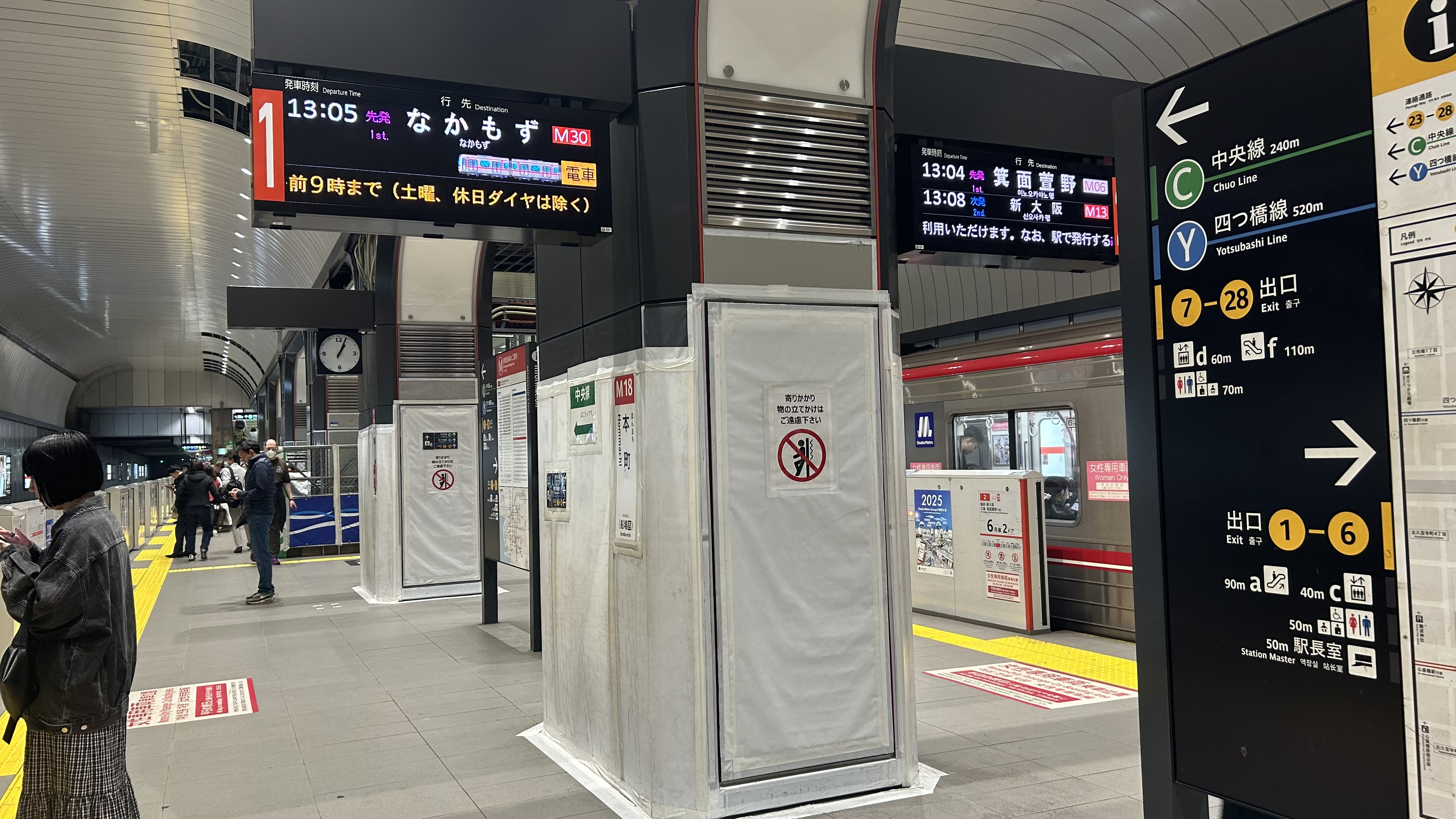
本町駅
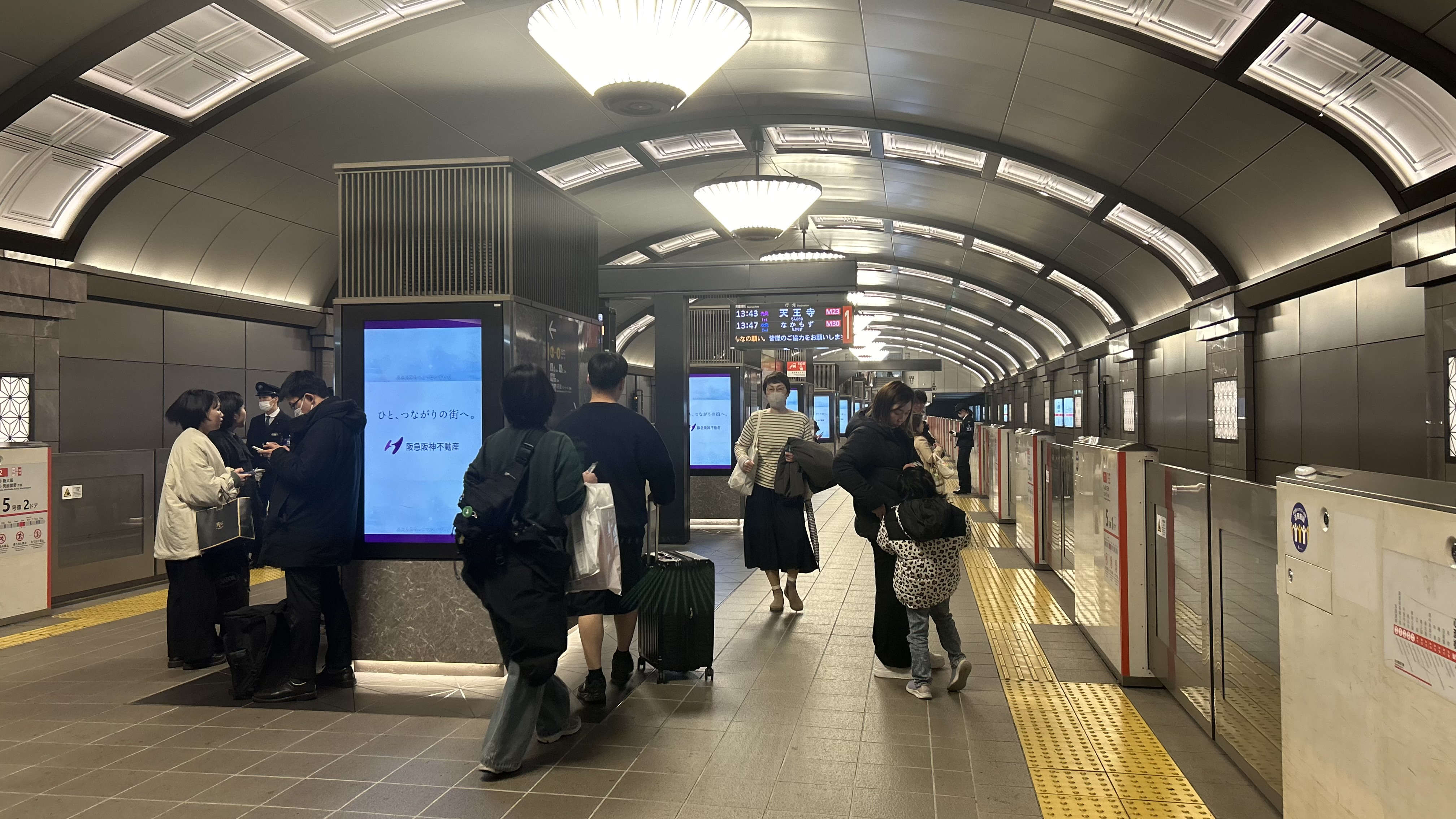
心斎橋駅
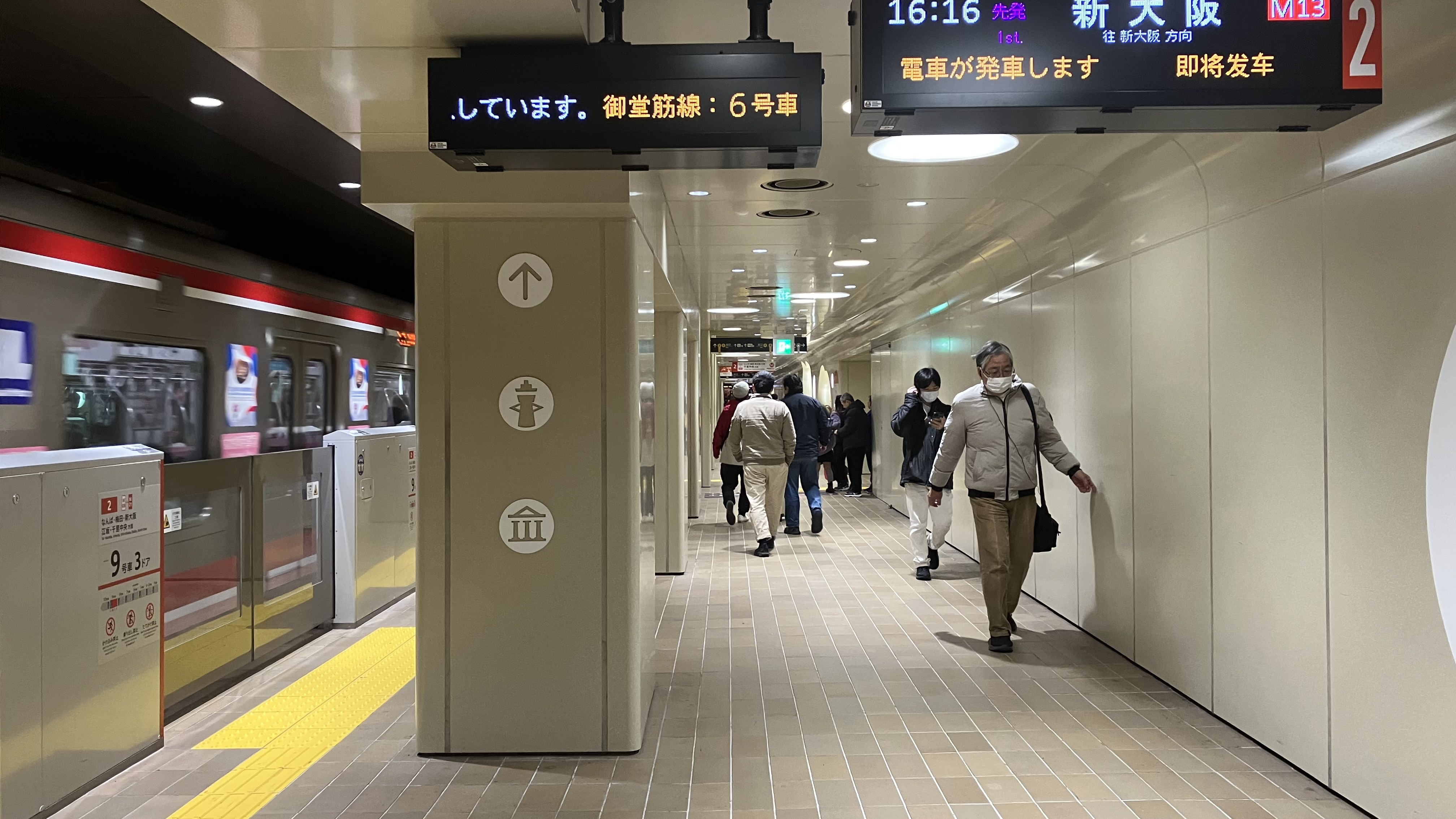
動物園前駅
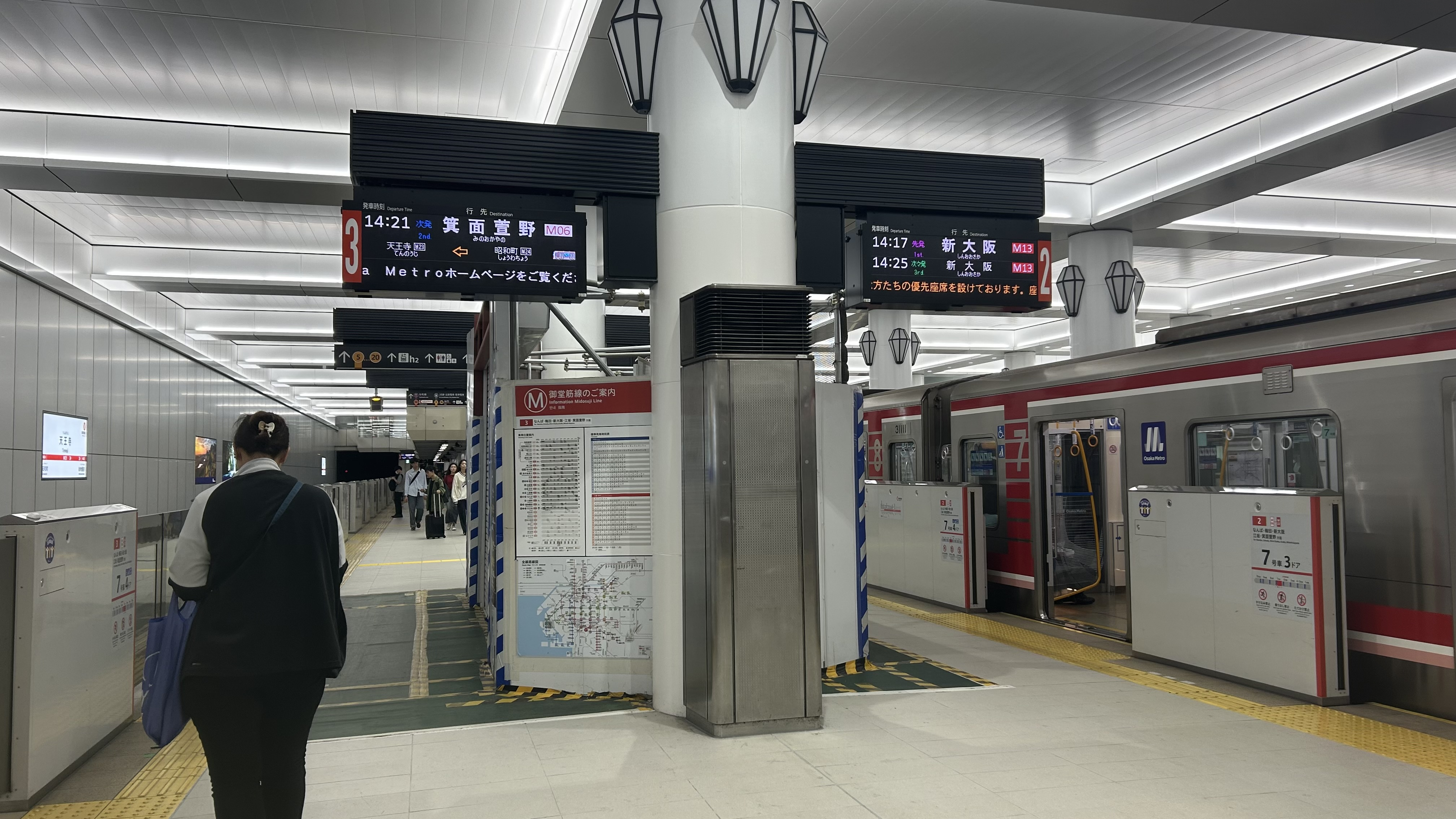
天王寺駅

### リニューアル前

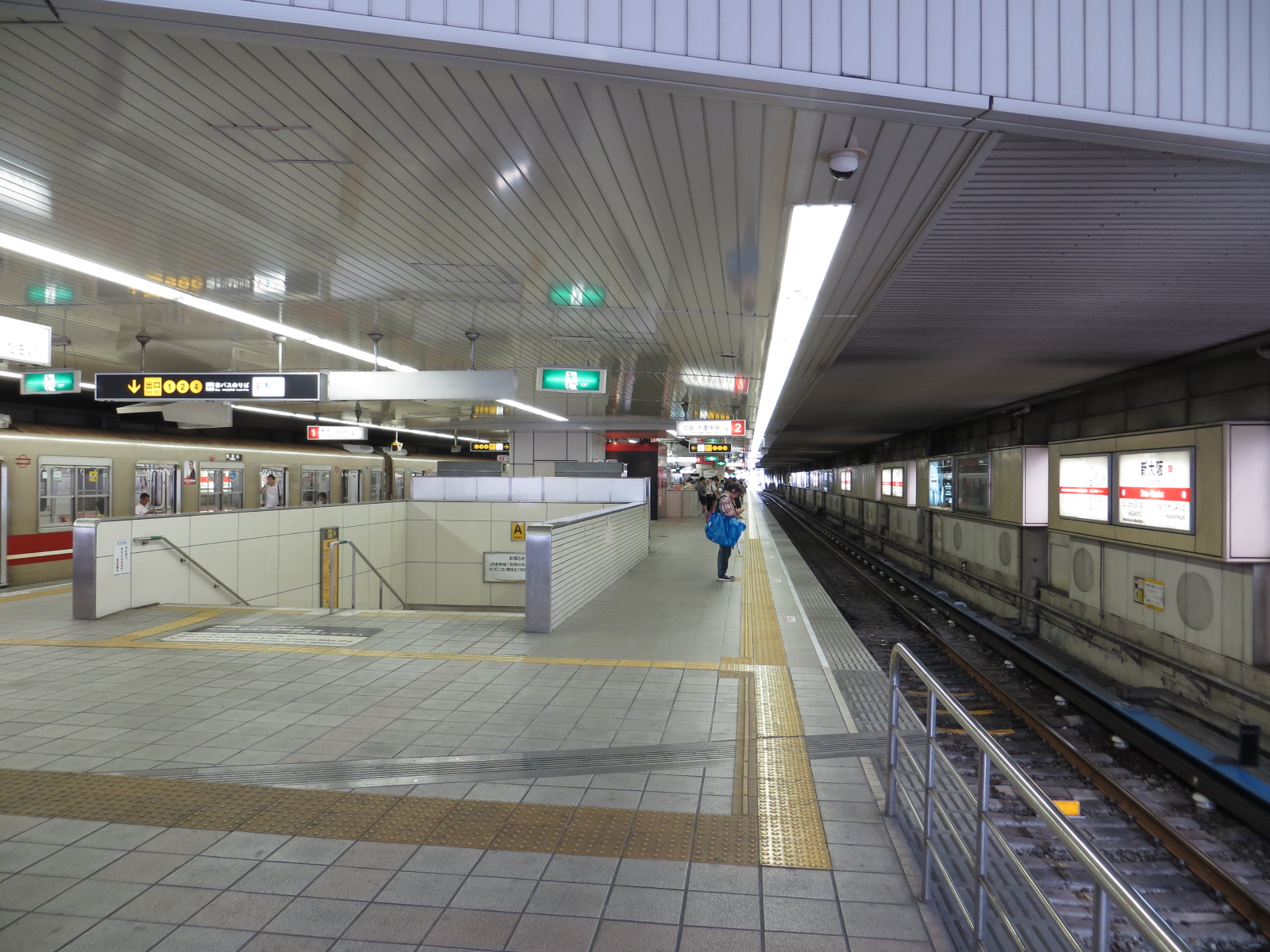
新大阪駅
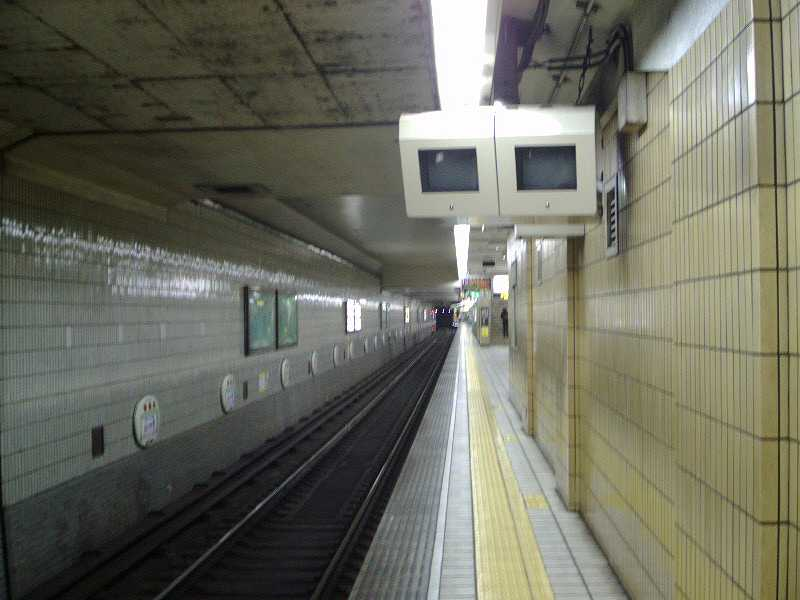
中津駅
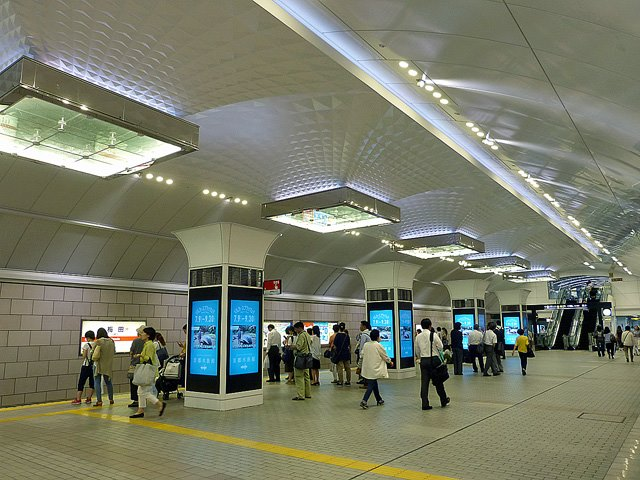
梅田駅
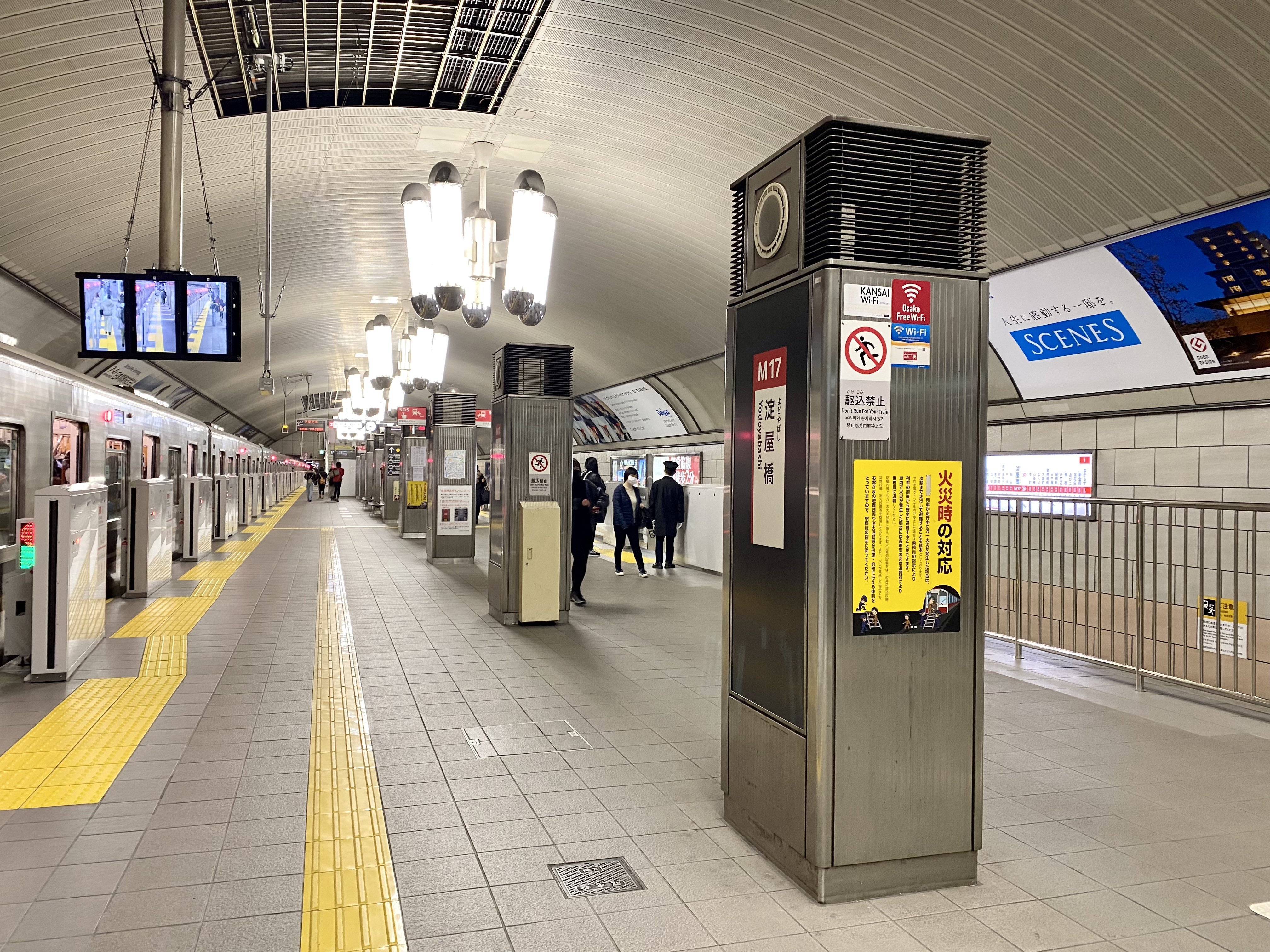
淀屋橋駅
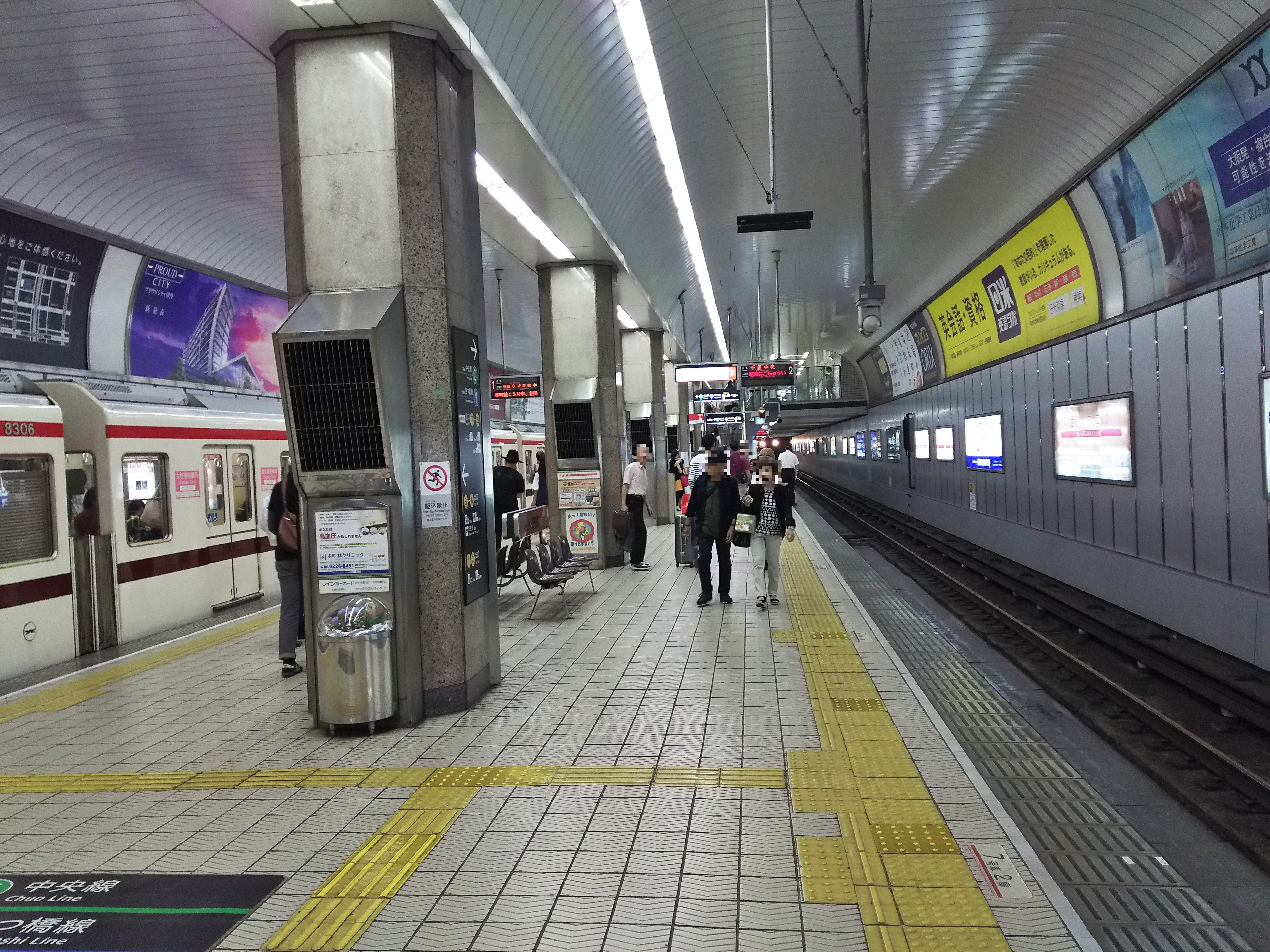
本町駅
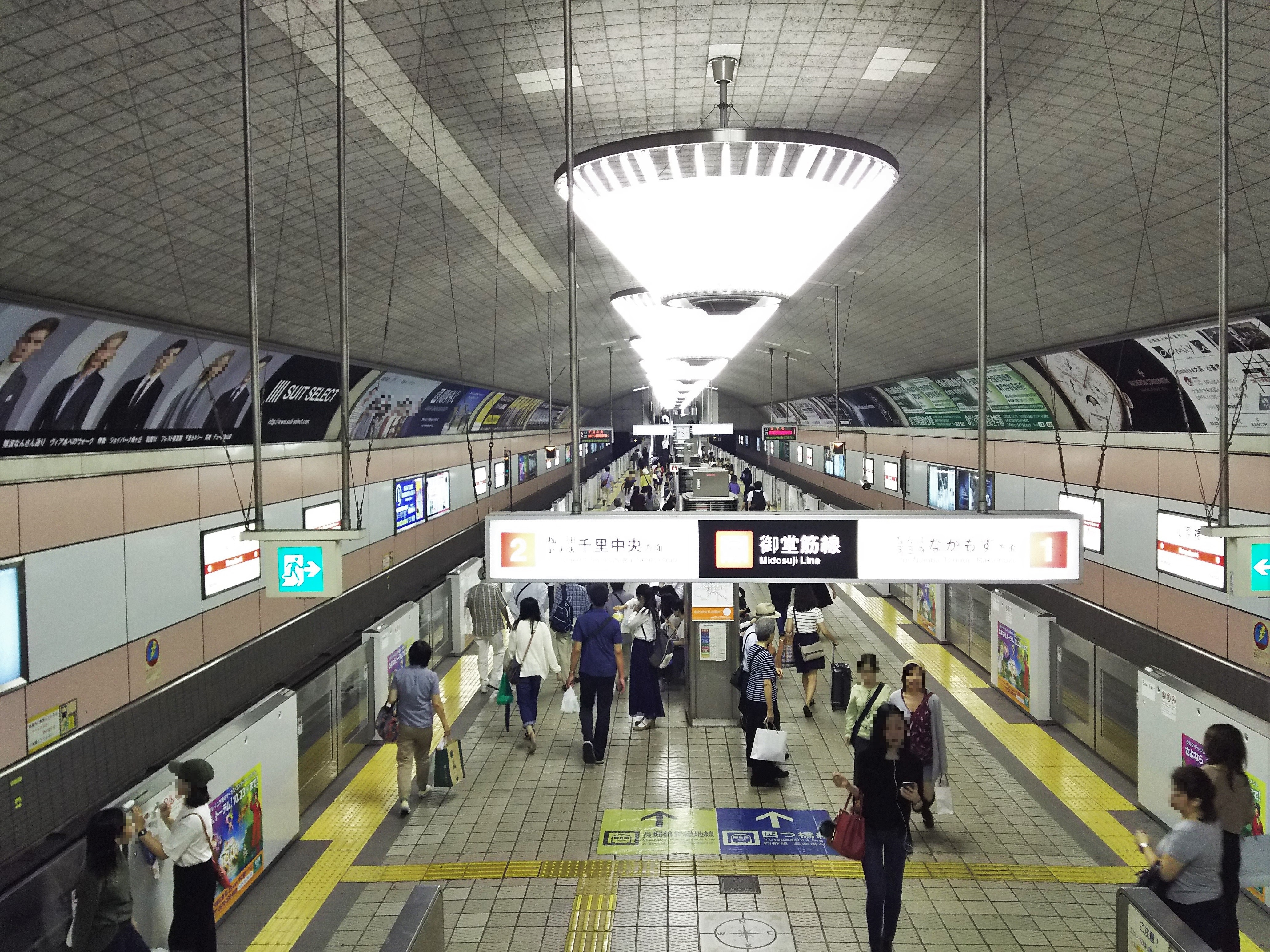
心斎橋駅
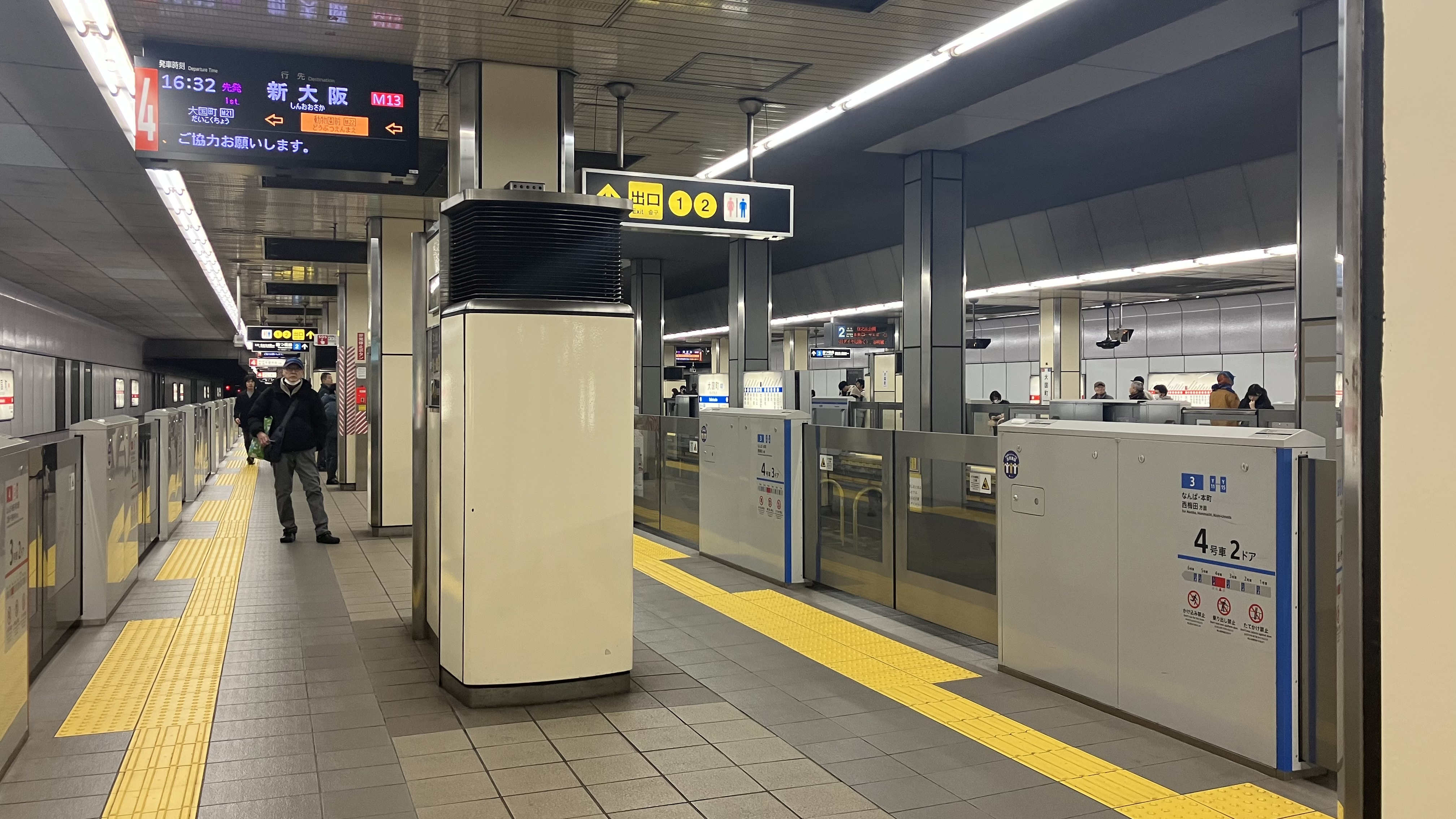
大国町駅
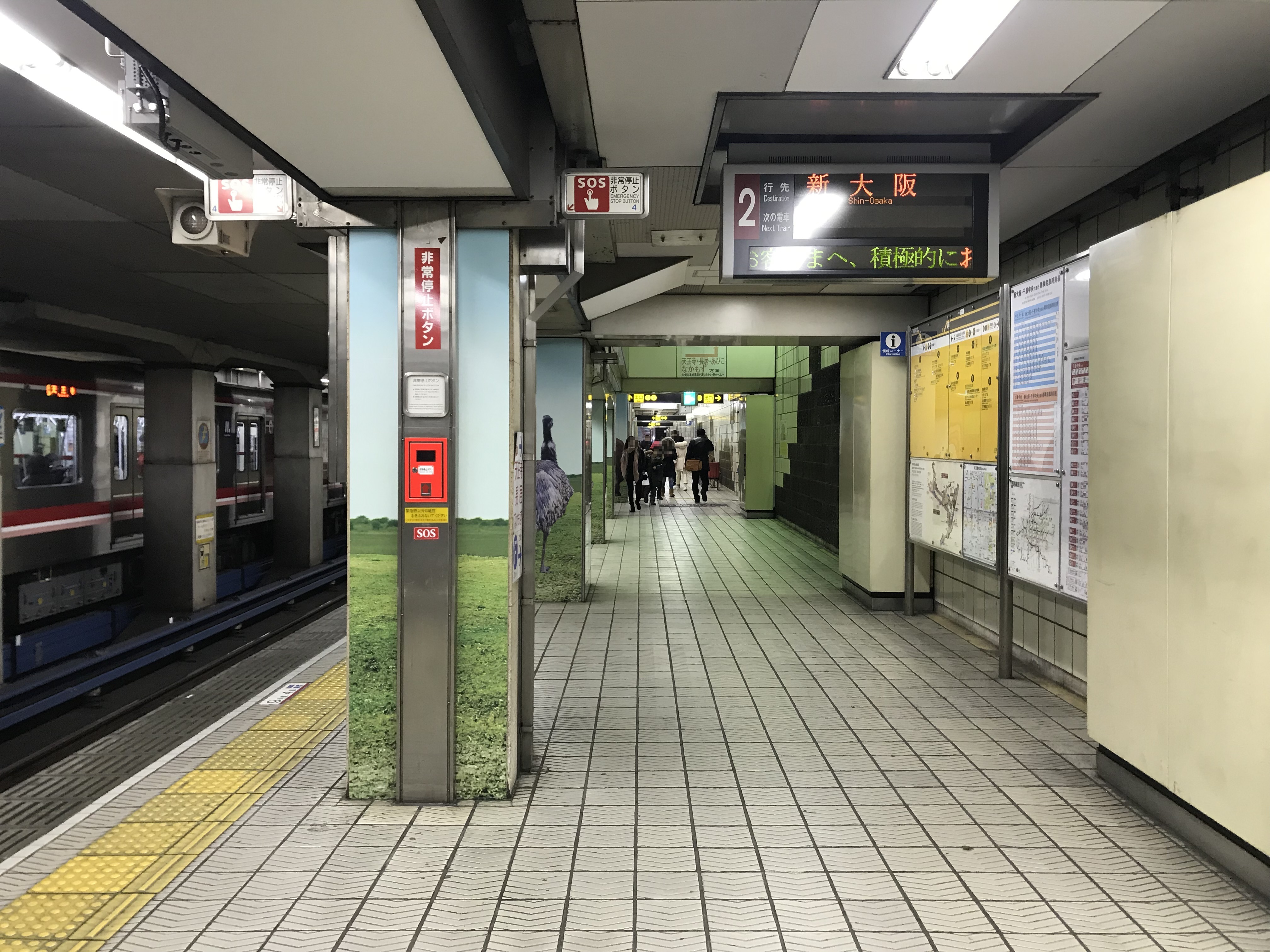
動物園前駅
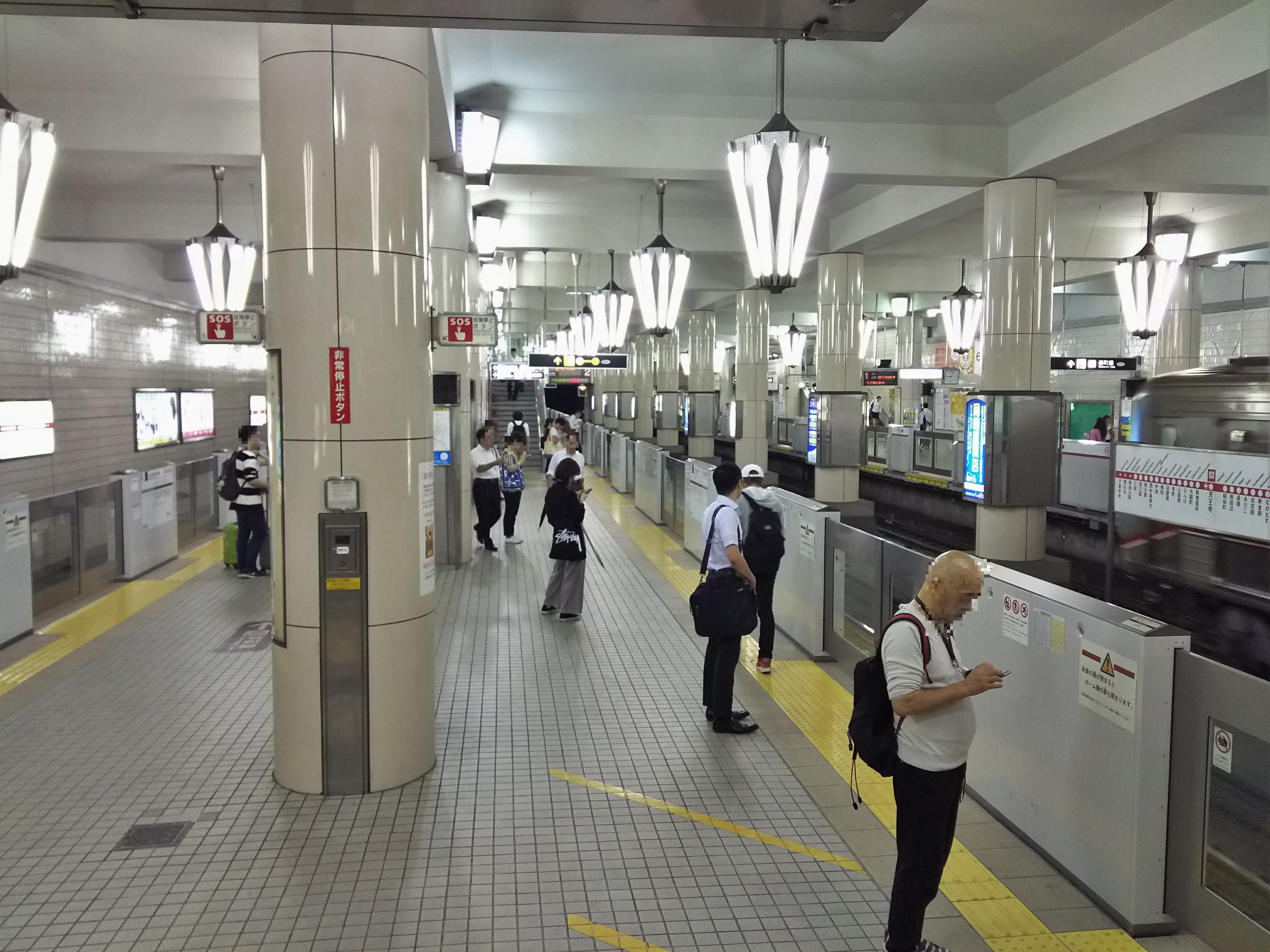
天王寺駅

## 駅一覧
- 全駅大阪府内に所在。

| 駅番号 | 駅名                  | 駅間 キロ | 営業 キロ | 接続路線 | 地上／地下 | 所在地    | 所在地    |
| ------ | --------------------- | --------- | --------- | --- | ---------- | --------- | --------- |
| M11    | 江坂駅                | -         | 0.0       | 北大阪急行電鉄： M 南北線〈箕面萱野駅まで直通運転〉 | 地上区間   | 吹田市    | 吹田市    |
| M12    | 東三国駅              | 2.0       | 2.0       | | 地上区間   | 大阪市    | 淀川区    |
| M13    | 新大阪駅              | 0.9       | 2.9       | 東海旅客鉄道： 東海道新幹線 西日本旅客鉄道： 山陽新幹線・ 東海道本線（JR京都線 (JR-A46)）・ おおさか東線（JR-F02） | 地上区間   | 大阪市    | 淀川区    |
| M14    | 西中島南方駅          | 0.7       | 3.6       | 阪急電鉄： 京都本線…南方駅 (HK-61) | 地上区間   | 大阪市    | 淀川区    |
| M15    | 中津駅                | 1.8       | 5.4       | | 地下区間   | 大阪市    | 北区      |
| M16    | 梅田駅                | 1.0       | 6.4       | 大阪市高速電気軌道： 谷町線…東梅田駅 (T20)、 四つ橋線…西梅田駅 (Y11) 阪神電気鉄道： 本線…大阪梅田駅 (HS 01) 阪急電鉄： 神戸本線・ 宝塚本線・ 京都本線…大阪梅田駅 (HK-01) 西日本旅客鉄道： 東海道本線（JR京都線・JR神戸線 (JR-A47)）・ JR宝塚線 (JR-G47)・ おおさか東線 (JR-F01)・ 大阪環状線 (JR-O11)…大阪駅、 JR東西線…北新地駅 (JR-H44) | 地下区間   | 大阪市    | 北区      |
| M17    | 淀屋橋駅 （市役所前） | 1.3       | 7.7       | 京阪電気鉄道： 京阪本線 (KH01)、 中之島線…大江橋駅 (KH52) | 地下区間   | 大阪市    | 中央区    |
| M18    | 本町駅 （船場西）     | 0.9       | 8.6       | 大阪市高速電気軌道： 四つ橋線 (Y13)、 中央線 (C16) | 地下区間   | 大阪市    | 中央区    |
| M19    | 心斎橋駅              | 1.0       | 9.6       | 大阪市高速電気軌道： 長堀鶴見緑地線 (N15)、 四つ橋線…四ツ橋駅 (Y14) | 地下区間   | 大阪市    | 中央区    |
| M20    | 難波駅                | 0.9       | 10.5      | 大阪市高速電気軌道： 四つ橋線 (Y15)、 千日前線 (S16) 南海電気鉄道： 南海本線・ 高野線…難波駅 (NK01) 近畿日本鉄道：A 難波線…大阪難波駅 (A01) 阪神電気鉄道： 阪神なんば線…大阪難波駅 (HS 41) 西日本旅客鉄道： 関西本線（大和路線）…JR難波駅 (JR-Q17)                                                                                        | 地下区間   | 大阪市    | 中央区    |
| M21    | 大国町駅              | 1.2       | 11.7      | 大阪市高速電気軌道： 四つ橋線 (Y16) | 地下区間   | 大阪市    | 浪速区    |
| M22    | 動物園前駅 （新世界） | 1.2       | 12.9      | 大阪市高速電気軌道： 堺筋線 (K19) 西日本旅客鉄道： 大阪環状線 (JR-O19)・ 関西本線（大和路線 (JR-Q19)）…新今宮駅 南海電気鉄道： 南海本線・ 高野線…新今宮駅 (NK03) 阪堺電気軌道：■ 阪堺線…新今宮駅前停留場 (HN52) | 地下区間   | 大阪市    | 西成区    |
| M23    | 天王寺駅              | 1.0       | 13.9      | 大阪市高速電気軌道： 谷町線 (T27) 西日本旅客鉄道： 大阪環状線 (JR-O01)・ 関西本線（大和路線 (JR-Q20)）・ 阪和線 (JR-R20) 近畿日本鉄道：F 南大阪線…大阪阿部野橋駅 (F01) 阪堺電気軌道：■ 上町線…天王寺駅前停留場 (HN01) | 地下区間   | 大阪市    | 阿倍野区  |
| M24    | 昭和町駅              | 1.8       | 15.7      | | 地下区間   | 大阪市    | 阿倍野区  |
| M25    | 西田辺駅              | 1.3       | 17.0      | | 地下区間   | 大阪市    | 阿倍野区  |
| M26    | 長居駅                | 1.3       | 18.3      | 西日本旅客鉄道： 阪和線 (JR-R24) | 地下区間   | 大阪市    | 住吉区    |
| M27    | 我孫子駅              | 1.2       | 19.5      | | 地下区間   | 大阪市    | 住吉区    |
| M28    | 北花田駅              | 1.9       | 21.4      | | 地下区間   | 堺市 北区 | 堺市 北区 |
| M29    | 新金岡駅              | 1.6       | 23.0      | | 地下区間   | 堺市 北区 | 堺市 北区 |
| M30    | 中百舌鳥駅            | 1.5       | 24.5      | 南海電気鉄道： 高野線・ 泉北線 (NK59) | 地下区間   | 堺市 北区 | 堺市 北区 |

1. 1 2 3  その駅へ乗り入れている運転系統としての路線名。
2. ↑  旅客案内上は、平仮名表記の「なんば駅」が多用されている。
3. ↑  旅客案内上は、平仮名表記の「あびこ駅」が多用されている。
4. ↑  旅客案内上は、平仮名表記の「なかもず駅」が多用されている。

- Osaka Metroと相互乗り入れしている各私鉄との連絡乗車券を購入した場合、経由する会社境界駅が指定されているため、その他の駅では別会社路線への乗り継ぎができない。
  - 堺筋線と阪急電鉄千里線の連絡乗車券（天神橋筋六丁目駅経由指定）を購入した場合、南方駅（西中島南方駅）、梅田駅（東梅田駅・西梅田駅含む）との直接乗り継ぎができない。
  - 中央線と近畿日本鉄道けいはんな線との連絡乗車券（長田駅経由指定）を購入した場合、難波駅（大阪難波駅）、天王寺駅（大阪阿部野橋駅）との直接乗り継ぎができない。
- 今里筋線との間には接続駅がなく直接乗り継げない。
- 梅田駅 - 大国町駅間を経由する定期券で四つ橋線の西梅田駅 - 大国町駅間の各駅でも乗降が可能である。

## 輸送実績

### 御堂筋線利用分
| 調査年月日     | 乗車人員（人） | 乗車人員（人） | 乗車人員（人） | 降車人員（人） | 降車人員（人） | 降車人員（人） |
| 調査年月日     | 定期利用       | 定期外利用     | 合計           | 定期利用       | 定期外利用     | 合計           |
| -------------- | -------------- | -------------- | -------------- | -------------- | -------------- | -------------- |
| 1998年11月10日 | 569,685        | 549,945        | 1,119,630      | 566,286        | 557,398        | 1,123,684      |
| 2007年11月13日 | 570,088        | 710,171        | 1,280,259      | 571,134        | 719,068        | 1,290,202      |

### 相互直通運転区間利用分
以下は、御堂筋線との相互直通運転区間である北大阪急行電鉄南北線の江坂駅 - 千里中央駅間を利用した輸送人員である。
| 調査年月日     | 乗車人員（人） | 乗車人員（人） | 乗車人員（人） | 降車人員（人） | 降車人員（人） | 降車人員（人） |
| 調査年月日     | 定期利用       | 定期外利用     | 合計           | 定期利用       | 定期外利用     | 合計           |
| -------------- | -------------- | -------------- | -------------- | -------------- | -------------- | -------------- |
| 1998年11月10日 | 41,895         | 36,575         | 78,470         | 38,658         | 37,307         | 75,965         |
| 2007年11月13日 | 38,142         | 41,152         | 79,294         | 36,925         | 38,299         | 75,224         |

## 駅別乗降人員
| 1998年11月10日調査結果 | 1998年11月10日調査結果 | 1998年11月10日調査結果 | 1998年11月10日調査結果 | 1998年11月10日調査結果 | 1998年11月10日調査結果 | 1998年11月10日調査結果 | 1998年11月10日調査結果 |
| 駅名                   | 乗車人員（人）         | 乗車人員（人）         | 乗車人員（人）         | 降車人員（人）         | 降車人員（人）         | 降車人員（人）         | 備考                   |
| 駅名                   | 定期利用               | 定期外利用             | 合計                   | 定期利用               | 定期外利用             | 合計                   | 備考                   |
| ---------------------- | ---------------------- | ---------------------- | ---------------------- | ---------------------- | ---------------------- | ---------------------- | ---------------------- |
| 江坂                   | 22,773                 | 24,806                 | 47,579                 | 23,766                 | 24,954                 | 48,720                 |                        |
| 東三国                 | 9,476                  | 8,251                  | 17,727                 | 9,531                  | 8,386                  | 17,917                 |                        |
| 新大阪                 | 17,116                 | 36,313                 | 53,429                 | 20,173                 | 34,504                 | 54,677                 |                        |
| 西中島南方             | 13,752                 | 16,134                 | 29,886                 | 13,872                 | 15,388                 | 29,260                 |                        |
| 中津                   | 10,958                 | 13,521                 | 24,479                 | 12,383                 | 11,637                 | 24,020                 |                        |
| 梅田                   | 113,632                | 113,042                | 226,674                | 108,733                | 114,783                | 223,516                |                        |
| 淀屋橋                 | 61,074                 | 51,595                 | 112,669                | 63,706                 | 56,717                 | 120,423                |                        |
| 本町                   | 47,158                 | 38,924                 | 86,082                 | 48,733                 | 39,803                 | 88,536                 |                        |
| 心斎橋                 | 34,499                 | 42,195                 | 76,694                 | 35,012                 | 41,400                 | 76,412                 |                        |
| 難波                   | 71,624                 | 71,418                 | 143,042                | 68,369                 | 72,777                 | 141,146                |                        |
| 大国町                 | 5,032                  | 5,321                  | 10,353                 | 5,244                  | 4,986                  | 10,230                 |                        |
| 動物園前               | 2,085                  | 4,517                  | 6,602                  | 2,158                  | 4,173                  | 6,331                  |                        |
| 天王寺                 | 51,577                 | 42,743                 | 94,320                 | 54,922                 | 45,788                 | 100,710                |                        |
| 昭和町                 | 6,241                  | 4,888                  | 11,129                 | 6,189                  | 4,797                  | 10,986                 |                        |
| 西田辺                 | 7,489                  | 6,330                  | 13,819                 | 7,136                  | 5,867                  | 13,003                 |                        |
| 長居                   | 8,617                  | 7,415                  | 16,032                 | 7,573                  | 7,115                  | 14,688                 |                        |
| 我孫子                 | 10,343                 | 7,248                  | 17,591                 | 9,384                  | 7,124                  | 16,508                 |                        |
| 北花田                 | 4,956                  | 3,127                  | 8,083                  | 4,409                  | 2,883                  | 7,292                  |                        |
| 新金岡                 | 5,712                  | 3,879                  | 9,591                  | 5,273                  | 4,209                  | 9,482                  |                        |
| 中百舌鳥               | 23,676                 | 11,703                 | 35,379                 | 21,062                 | 12,800                 | 33,862                 |                        |

| 2007年11月13日調査結果 | 2007年11月13日調査結果 | 2007年11月13日調査結果 | 2007年11月13日調査結果 | 2007年11月13日調査結果 | 2007年11月13日調査結果 | 2007年11月13日調査結果 | 2007年11月13日調査結果                     |
| 駅名                   | 乗車人員（人）         | 乗車人員（人）         | 乗車人員（人）         | 降車人員（人）         | 降車人員（人）         | 降車人員（人）         | 備考                                       |
| 駅名                   | 定期利用               | 定期外利用             | 合計                   | 定期利用               | 定期外利用             | 合計                   | 備考                                       |
| ---------------------- | ---------------------- | ---------------------- | ---------------------- | ---------------------- | ---------------------- | ---------------------- | ------------------------------------------ |
| 江坂                   | 23,282                 | 26,915                 | 50,197                 | 22,827                 | 27,106                 | 49,933                 |                                            |
| 東三国                 | 8,749                  | 8,864                  | 17,613                 | 8,620                  | 8,817                  | 17,437                 |                                            |
| 新大阪                 | 19,498                 | 46,124                 | 65,622                 | 20,935                 | 46,019                 | 66,954                 |                                            |
| 西中島南方             | 12,450                 | 17,449                 | 29,899                 | 12,334                 | 16,024                 | 28,358                 |                                            |
| 中津                   | 8,925                  | 11,685                 | 20,610                 | 9,294                  | 11,936                 | 21,230                 |                                            |
| 梅田                   | 97,789                 | 132,961                | 230,750                | 98,872                 | 131,237                | 230,109                |                                            |
| 淀屋橋                 | 50,421                 | 59,469                 | 109,890                | 51,502                 | 66,200                 | 117,702                |                                            |
| 本町                   | 51,802                 | 62,542                 | 114,344                | 53,986                 | 64,738                 | 118,724                | 四つ橋線・中央線を含む                     |
| 心斎橋                 | 39,334                 | 57,857                 | 97,191                 | 40,715                 | 62,127                 | 102,842                | 四つ橋線（四ツ橋駅）・長堀鶴見緑地線を含む |
| 難波                   | 77,790                 | 105,241                | 183,031                | 77,109                 | 110,913                | 188,022                | 四つ橋線・千日前線を含む                   |
| 大国町                 | 5,031                  | 6,656                  | 11,687                 | 5,050                  | 6,226                  | 11,276                 | 四つ橋線を含む                             |
| 動物園前               | 3,764                  | 9,087                  | 12,851                 | 3,484                  | 8,372                  | 11,856                 | 堺筋線を含む                               |
| 天王寺                 | 66,290                 | 69,732                 | 136,022                | 64,688                 | 68,315                 | 133,003                | 谷町線を含む                               |
| 昭和町                 | 5,938                  | 5,327                  | 11,265                 | 5,861                  | 4,962                  | 10,823                 |                                            |
| 西田辺                 | 6,943                  | 6,826                  | 13,769                 | 6,818                  | 6,530                  | 13,348                 |                                            |
| 長居                   | 8,201                  | 8,277                  | 16,478                 | 7,956                  | 7,832                  | 15,788                 |                                            |
| 我孫子                 | 8,861                  | 8,459                  | 17,320                 | 8,563                  | 8,334                  | 16,897                 |                                            |
| 北花田                 | 6,362                  | 5,394                  | 11,756                 | 6,276                  | 5,282                  | 11,558                 |                                            |
| 新金岡                 | 5,676                  | 4,474                  | 10,150                 | 5,502                  | 4,456                  | 9,958                  |                                            |
| 中百舌鳥               | 24,840                 | 15,680                 | 40,520                 | 23,817                 | 15,343                 | 39,160                 |                                            |

## 関連商品
Train Simulator 御堂筋線
音楽館より御堂筋線の中百舌鳥駅から当時終着駅だった北大阪急行の千里中央駅までの全線をゲーム化したPlayStation 2用DVD-ROMソフトが発売されている。車両は10系・21系・北大阪急行8000系を選択することが可能でシリーズ唯一の夜間運転ができる。車内放送は駅ナンバリング制度導入前のものだが、走行中にリアルに流れる。またダイヤによって中百舌鳥駅および千里中央駅の発着番線や天王寺駅・難波駅・梅田駅など主要駅の構内アナウンスが変わるのも特徴である。地下区間の映像（新金岡駅 - 中津駅間）はどのダイヤを選択しても同じ映像が使われている。2008年当時、シリーズで唯一の非一般販売ソフトで、大阪市交通局および北大阪急行から直接購入できた。